# كورابيكا
كورابيكا (باليابانية: クラピカ) أحد أهم شخصيات مسلسل الأنمي الشهير القناص من تأليف يوشيهيرو توغاشي، وهو شخصية بشعر أصفر وعيون واسعة تتحول للون الأحمر عند الغضب. يتميز بالهدوء واللطف وتكمن قوته في امتلاكه السلاسل ذات قدرات خارقة يستعملها في القتال.
ينتمي كورابيكا إلى عشيرة كورتا، وهي قبيلة مشهورة بعيونها القرمزية التي تضيء عند الشعور بعواطف قوية قتلت قبيلته بأكملها على يد عصابة العناكب، وتمت سرقة أعينهم وبيعها في السوق السوداء، فكرس حياته للانتقام منهم واستعادة أعين قومه يمتاز كورابيكا بالذكاء، والحكمة، والتخطيط الدقيق، وهو أحد الشخصيات القليلة التي أتقنت استخدام " الذين " بمهارة عالية، خاصة في نمط "التخصص " الذي يمنحه قوة استثنائية ضد أفراد العناكب تحديدا .

## البداية والنشأة
ولد كوربيكا في منطقة تدعى مقاطعة لوكسو وعندما كان طفلا كاد أن يسقط من جرف لكن صديقه المقرب بايرو أنقذه بينما لم يصب كوربيكا بشيء أصيب صديقه ببعض الإصابات ، في وقت لاحق انقذ كوربيكا فتاة تدعى شيلا ، اعطتهم الفتاة كتاباً هديةً لانهم انقذوها ، الكتاب يتحدث عن الصياد دي ، فقاما بقراءة الكتاب معاً ، عزز ذلك رغبتهما في الذهاب الى العالم الخارجي ، أوكل إلى كورابيكا اختبار نهائي يقضي بالخروج إلى العالم الخارجي برفقة شريك من أجل التسوق ، مع شرط عدم انكشاف عيونهما القرمزية، حيث وضعت لهما قطرات خاصة التأكيد الالتزام بهذا الشرط وخلال هذه الرحلة، تولّد لدى كورابيكا عدم قوي على إيجاد علاج لصديقه بيرو، ليتمكنا معا من تحقيق حلمهما في استكشاف العالم خارج حدود عشيرتهما ، وكان ذلك بعد قيام كوربيكا باجتياز اختبارات بنجاح ، عندما كان كوربيكا وشريكه بيرو يتسوقان تعرض لهما ثلاثة بلطجية قاموا بتنمر عليهما ، لكن بيرو ساعد كوربيكا في تهدئة وضبط نفسه ، خلال تسوقهم، وقف بعض الأشخاص إلى جانب كورابيكا وبيرو وطردوا البلطجية الذين كانوا يزعجونهما بعد الانتهاء، عاد البلطجية وسخروا من حالة بيرو، فغضب كورابيكا وتحولت عيناه إلى اللون القرمزي وضربهم بمفرده تبين أن الشيخ هو من دفع البلطجية لإثارة كورابيكا ، لكن بيرو كشف خدعة الشيخ بعد أن استبدل قطرات عيونه بدواء خاص، مما أبطل تأثير الاختبار بعد أن عرف الناس أنهم من قبيلة كورتا، تغير موقفهم وتحول إلى خوف وعداء .
بعد اجتياز الاختبار حصل كورابيكا على إذن غير محدود لمغادرة العالم الخارجي، ووعد صديقه بيرو بالعودة مع طبيب لعلاج أصدقائهما والقيام بمغامرات معا لكن بعد ستة أسابيع من مغادرته، هاجمت فرقة الأشباح عشيرة كورتا وقتلت جميع أعضائها الـ 128 ، وبيعوا أعينهم في السوق السوداء وبصفته الناجي الوحيد تعهد كورابيكا باستعادة أعين عشيرته والانتقام من عصابة العناكب. 

## القصة
ظهر كورابيكا لأول مرة على متن سفينة كانت متجهة من جزيرة الحوت إلى موقع امتحان الصيادين رقم 287، وكان برفقته غون فريكس وليوريو وكان الثلاثة هم المرشحون الوحيدون الذين لم يتأثروا بالعاصفة التي اجتاحت السفينة في الليلة السابقة عندما أعلن القبطان عن اقتراب عاصفة أشد، ظل كورابيكا وغون وليوريو على متن السفينة بينما غادر الآخرون في البداية، رفض كورابيكا الإفصاح عن دوافعه، لكنه كشف لاحقا أنه يريد القبض على عصابة العناكب باعتباره آخر أفراد قبيلة كورتا الناجين نشب جدال بينه وبين ليوريو حول دوافعهم للقبول في الامتحان، حيث رأى ليوريو أن غايات كورابيكا لا تتطلب أن يصبح صيادا، لكن كورابيكا أشار إلى أن رخصة الصياد تسهل الحصول على المعلومات التي يحتاجها تصاعد الخلاف بينهما وقدرا حله من خلال قتال على سطح السفينة أثناء العاصفة أثناء ذلك، سقطت قطعة خشب على أحد أفراد الطاقم، فهرع ليوريو لمساعدته وتبعه كورابيكا، لكنهما لم يتمكنا من الإمساك به قفز غون من السفينة وتمكن من الإمساك به، وبعد توبيخهما له على تهوره، اعتذر الثلاثة وتصالحوا شاهد القبطان الموقف وضحك، وقرر اصطحابهم إلى ميناء مدينة زابان القريب من قاعة الامتحان.
وعند وصولهم إلى الميناء، أبلغ القبطان غون بالتوجه إلى شجرة منعزلة أعلى التل، فقدر غون اتباع نصيحته بدلا من ركوب الحافلة إلى مدينة زابان تبعه كورابيكا مهتما، وانضم إليهما ليوريو لاحقا بعدما علم أن الحافلة لا تتجه إلى مدينة زابان في موقع يبدو كمدينة مهجورة ، واجه الثلاثة فاحصة طالبتهم بحل لغز ضمن مهلة زمنية قصيرة قدرها خمس ثوان. بالرغم من استحالة اللغز فهم كورابيكا الحل الصحيح وهو أن الصمت هو الإجابة، بعد سماع صراخ متقدم آخر خلال الاختبار حاول ليوريو الاعتراض بالعنف، لكن كورابيكا منعه وأوضح أن نجاحهم يعتمد على هدوئهم وتركيزهم بعد الموافقة، وجهتهم الفاحصة إلى منزل في الغابة للقاء زوجين سيعملان كمرشدین لهم إذا اعتبروا مؤهلين ضحك كورابيكا وليوريو على غون لعدم قدرته على حل اللغز، لكنهما أدركا جدية الموقف عندما اقترحوا أن يواجهوا خيارات مماثلة في المستقبل، ثم اتبعوا الطريق الذي فتحته الفاحصة.
```
بعد أربع ساعات عند دخولهم المنزل، وجدوا رجلا جريحاً مستلقياً على الأرض وامرأة محتجزة من قبل 
كيريكو
 هرب الوحش بمجرد رؤيتهم طلب كورابيكا من ليوريو الاعتناء بالرجل المصاب، بينما طارد كورابيكا وغون الوحش أعجب كورابيكا برؤية غون في الظلام، وصدم من جهله بالمخلوقات السحرية ضرب غون الوحش وأجبره على ترك المرأة أمسك كورابيكا بالمرأة ولاحظ الوشوم الغريبة على يديها ووجهها ظهر ليوريو وقال إن الرجل بخير، لكن كورابيكا ضربه بعصا خشبية لأنه ظنه ترك الرجل مصابا تبين أن هذا ليوريو كان كيريكو متنكرا، لكن كورابيكا قال إنه لم يكن يعلم ذلك وضربه بسبب اعتقاده أن الرجل ترك مصابا . بعد هروب الوحش، سأل كورابيكا المرأة عن هويتها الحقيقية مستعدا للقتال بعد أن تمكن غون من التمييز بين اثنين من كيريكو المتشابهين، كشفا أنهما المرشدان وأن الزوجان اللذان " أنقذاهما " هما في الواقع أطفالهما قالت الابنة إن كورابيكا اجتاز الاختبار بفضل معرفته الواسعة ومهاراته في الاستنتاج، التي مكنته من التعرف على رموز العفة على جسدها وفهم أنه لا يمكن أن يكون لها زوج. كما أذهل غون الجميع بقدرته على التمييز بين الكيريكو المتشابهين. ثم شرحوا كيف تأهل الثلاثة للاختبار التالي: كورابيكا لمعرفته بالرموز القديمة، ليوريو لمهاراته الطبية وثقته وغون لحركته وملاحظته الاستثنائية ثم نقلهم الكيريكو إلى قاعة الامتحان.
[
6
]
```

- المرحلة الاولى

في المرحلة الأولى من  امتحان الصيادين عند وصولهم إلى مدينة زابان اصطحب أحد أفراد الكيرويكو الثلاثي إلى المدخل السري المؤدي إلى قاعة امتحان الصيادين في الطريق دخل كورابيكا وليوريو في نقاش حول دوافع كل منهما في أن يصبح صيادا؛ حيث عبر كورابيكا عن هدفه النبيل في حفظ النظام. وقبل أن يتمكن غون فريكس من الإجابة عن سؤالهما، وصلوا إلى موقع المرحلة الأولى من الامتحان وهو نفق طويل تحت الأرض، حيث التقى المتسابقون بعدد من المشاركين الآخرين حاول تونبا المعروف بلقب "ساحق المبتدئين " ، خداعهم عبر تقديم مشروب ملين لهم، لكن كورابيكا تخلص من علبته بعدما لاحظ غون الطعم الغريب للمشروب .
في المرحلة التالية من امتحان الصيادين، ظهر الممتحن ساتوتز الذي طلب من جميع المتسابقين أن يتبعوه خلال نفق طويل ومظلم بدأ ساتوتز بالركض بوتيرة متزايدة بسرعة كبيرة، مما فرض تحديا جسديا على المتقدمين لاجتياز المرحلة ورغم تسارع الممتحن، استطاع كورابيكا مجاراته بسهولة نسبية، مما أظهر قدرته العالية على التحمل والتركيز في الظروف الصعبة، وهو ما لفت انتباه الآخرين من حوله. 
خلال مسيرة الجري الطويلة في الامتحان روی كورابيكا لليوريو قصة مأساة عشيرته، حيث سرقت عيونهم القرمزية الثمينة على يد عصابة العناكب، وهو الأمر الذي شكل دافعا قويا له لمتابعة هدفه في استرجاع هذه العيون الثمينة والقبض على أفراد الفرقة الغامضة. هذا الإصرار يعكس قوة إرادته وعزيمته في مواجهة المخاطر التي قد تعترض طريقه انتهى السباق والتحدي البدني عندما وصل المتسابقون إلى مستنقعات ميلسي، التي تعرف أيضا باسم مستنقع المحتالين، وهو مكان مليء بالمخاطر والتحديات الجديدة في مسيرتهم. 
حذر الممتحن ساتوتز المتسابقين من المخاطر التي تنتظرهم وأمرهم باتباعه عبر المستنقع في سباق ماراثون جديد خلال الرحلة، تعرض كورابيكا وليوريو وعدد من المتقدمين لهجوم من قبل هيسوكا مورو، وهو رجل مشهور بشراسته وعطشه للدماء، مما أضاف تحديا جديدا وصعبا على المتسابقين في هذه المرحلة من الامتحان. 
أثناء عبور المستنقع، يهاجم هيسوكا مجموعة من المتقدمين للامتحان، ويقوم بقتلهم جميعًا بسرعة، ما عدا كورابيكا، وليوريو، وتشيري (الممتحن رقم 76). وبإدراكهم لخطورة الموقف وعدم وجود فرصة حقيقية لمجابهة هيسوكا، يتفرق الثلاثة في اتجاهات مختلفة هربًا منه. بعد مضي بعض الوقت، يعود كورابيكا إلى نفس الموقع ليجد غون جاثيًا على ركبتيه، والذهول بادٍ على وجهه نتيجة ما شهده. 
خلال توجه كورابيكا مع غون إلى موقع المرحلة الثانية من اختبار الصيادين، المعروف باسم "محمية غابة فيسكا"، أخبره غون بما حدث له وليوريو أثناء عبورهم مستنقعات ميلسي، بما في ذلك لقاؤهم بهيسوكا والمواجهة التي كادت تودي بحياتهم. جاء هذا الحديث ضمن لحظات الاستراحة أثناء الجري، مما أتاح لهما تبادل التجارب التي مرّا بها خلال المرحلة الأولى من الاختبار. 
- المرحلة الثانية

في المرحلة الثانية من امتحان الصيادين واجه كورابيكا تحدياً كبيراً عندما طلب منه الممتحن مينشي إعداد طبق السوشي، وهو اختبار يتطلب مهارات دقيقة وفهما عميقا لهذا الفن الطهي الياباني التقليدي بالرغم من تحضير كورابيكا الجيد واطلاعه على كتب متخصصة وتحليله للتلميحات غير المقصودة التي قدمها كل من هانزو المتسابق القادم من بلد السوشي، والممتحنة منشي، إلا أنه لم يتمكن من النجاح في هذا الاختبار، مثل باقي المتسابقين، مما يعكس صعوبة المهمة ومستوى التحدي العالي في هذا الجزء من الامتحان.
عندما اقتربت المرحلة الثانية من امتحان الصيادين من فقدان جميع المتأهلين، وصل رئيس جمعية الصيادين، نيتيرو، على متن سفينة جوية قام بانتقاد منشي لفقدانها أعصابها كعضوة في لجنة الفحص، وأمرها بأن تطرح اختبارا جديدا بنفسها في هذا الاختبار الجديد، طلبت منشي من المتقدمين طهي بيض نسر العنكبوت المسلوق، والذي يتدلى من حبال قوية تربط جانبي وديان عميقة على الرغم من صعوبة المهمة التي تتطلب القفز إلى الوادي للعثور على البيض، تمكن كورابيكا و 41 متقدما آخر من اجتياز هذا الاختبار، وتم نقلهم بعد ذلك إلى موقع المرحلة الثالثة على متن سفينة نيترو الجوية.
- المرحلة الثالثة

في المرحلة الثالثة من امتحان الصيادين كورابيكا، وليوريو، وكيلوا زولديك، وغون اضطروا لتشكيل فريق مكون من خمسة أعضاء، شمل أيضًا تونبا، لعبور الباب الأول في الامتحان.
بعد استخدام قاعدة الأغلبية للعبور يصل كورابيكا ورفاقه إلى منصة معلقة فوق هاوية هناك، يجبر الفريق على خوض خمس مباريات فردية ضد خمسة سجناء خطرين يشترط الفوز في ثلاث مباريات على الأقل للنجاح 
كانت المباراة الثانية من نصيب غون، وقد تمكن من تحقيق الفوز بفضل سرعة بديهته، ليعادل النتيجة 1 - 1. 
كان الدور في المباراة الثالثة لكورابيكا، وقد واجه فيها ماجاتني، وهو سجين ادعى كذبا أنه عضو في فرقة فانتوم أثار ذلك غضب كورابيكا، فاشتعلت عيناه باللون القرمزي، وتمكن من هزيمته بلكمة واحدة فقط. 
ومع ذلك، لا تزال المباراة مستمرة لأنه يرفض قتل خصمه، الذي يبدو فاقدًا للوعي.
ليوريو يتدخل ويكشف خداع ماجاتاني عبر خدعة ذكية، مما يمنح فريقه الفوز في المباراة الثالثة، لكنهم يخسرون 40 ساعة من وقتهم بسبب الرهان. في المباراة الرابعة، يخسر ليوريو بعد لعبة "حجر ورقة مقص" ويتسبب رهانٌ آخر في خسارة عشر ساعات إضافية.
مع تعادل النتيجة 2-2 تمكن كيلوا من القضاء بسرعة على خصمه جونيس المشرحة في المباراة النهائية، مانحاً فريق كورابيكا الفوز بنتيجة 3-2 ومع ذلك، تبقى للفريق أقل من 10 ساعات فقط للوصول إلى قاع الهاوية.
واجه الفريق خلال تقدمهم العديد من التحديات، منها اختبارات كهربائية، ومتاهة متعددة الخيارات، ومعسكرات الألغام، وغيرها بفضل ذكاء غون في اختيار المسارات، تمكنوا من الوصول إلى قاع البرج قبل الموعد المحدد بثلاثين ثانية، مما أهلهم للمرحلة الرابعة.
- المرحلة الرابعة

خلال المرحلة الرابعة من الاختبار، يُنقل المتسابقون إلى جزيرة منعزلة تُدعى "زيفيل"، حيث يُكلف كل واحد منهم بمطاردة أحد المشاركين وسرقة شارته، وذلك ضمن مهلة تمتد لسبعة أيام
كان هدف كورابيكا في هذه المرحلة هو تونبا، بينما كان هدف تونبا هو ليوريو. بعد أن خُدع ليوريو من قبل تونبا وشخص آخر يُدعى سومي وخسر شارته، ظهر كورابيكا وأسقط تونبا وطلب من ليوريو التعاون معه، فوافق ليوريو.
كورابيكا وليوريو يستعيدان شارات الرقم 16 و 118 من تونبا وسومي.
على الرغم من أن كورابيكا جمع ست نقاط بالفعل من شاراته وشارة تونبا، إلا أنه قدر مساعدة ليوريو في العثور على هدفه، بونزو (الممتحنة رقم 246).
خلال بحث كورابيكا وليوريو عن هدف ليوريو يصادفان هيسوكا مجددا فيطالب بالحصول على شاراتهم مقابل الإبقاء على حياتهم يوافق كورابيكا على تسليمه الشارة رقم 118 ، التي لا تساوي سوى نقطة واحدة بالنسبة لهما، مؤكدا أنهم سيقاتلون بكل طاقتهم للدفاع عن الثلاث الأخرى يتقبل هيسوكا العرض ويأخذ الشارة، ثم يسمح لهما بالمغادرة بسلام. 
في نهاية اليوم السادس، التقى كورابيكا وليوريو بغون وأخبره عن هدف ليوريو، بونزو ساعد غون في العثور عليها من خلال تتبع رائحة الدواء الذي تستخدمه للدفاع عن نفسها. وأخيرا وجدوا بونزو، لكنهم وقعوا معا في كهف مليء بالأفاعي، حيث كان صاحب الكهف، بوربون (الممتحن رقم (103)) ، قد توفي بالفعل.
تعرضت بونزو الصدمة تحسسية شديدة بسبب نحلها، وبفضل شجاعة غون وقدرته على حبس أنفاسه لفترة طويلة، تمكنوا جميعا من الهروب من الكهف باستخدام غاز مخدر من بونزو لجعل الأفاعي تغفو قبل مغادرتهم، أخذ غون الشارة رقم 246 من بونزو وترك لها الشارة رقم 103. بهذا، تأهل كورابيكا وأصدقاؤه للمرحلة الأخيرة من الامتحان 
- المرحلة الأخيرة

المرحلة النهائية من اختبار الصيادين تتمثل في دورة إقصائية بنظام فريد من نوعه، حيث يكون الفائز في كل مباراة قد تم إقصاؤه من قائمة المتسابقين ويحصل على رخصة الصياد الخاصة به، أما الخاسر فيحصل على فرص إضافية حسب ترتيبه في الجدول، مما يضيف بعدا استراتيجيا وتنافسا شديدا بين المتقدمين.
على اية حال بدأ كورابيكا مباراته الأولى ضد هيسوكا. بعد فترة من القتال، همس هيسوكا بكلماتٍ له وانسحب من المباراة، مما أتاح لكورابيكا فرصة الفوز والحصول على رخصة الصياد. 
عندما حاول إليومي زولديك قتل غون، قام كورابيكا وليوريو وهانزو وبعض الممتحنين بإيقافه ومنعوه من ذلك.
في وقت لاحق، طلب كورابيكا من رابطة الصيادين التحقيق في طبيعة فعل قتل كيلوا لمتنافس آخر يدعى بودورو خلال المرحلة النهائية. وحدثت بينه وبين بوكلي مشادة قصيرة، حيث فاز بوكلي تلقائيًا بسبب استبعاد كيلوا، لكنهما تصالحا بعد انتهاء الامتحان.
لاحقاً قرر كورابيكا أن يذهب مع غون وليوريو إلى جبل كوكورو لإنقاذ كيلوا من سيطرة عائلته.
- عائلة زولديك

يصل كورابيكا، وليوريو، وغون إلى مدخل قصر عائلة زولديك في جبل كوكورو، المعروف بـ "بوابة الاختبار". يخبرون البواب العجوز زيبرو أنهم أصدقاء كيلوا، لكنه يرفض إدخالهم ما لم يفتحوا أول بوابة بأنفسهم، والتي تزن أربعة أطنان، موضحًا أن الدخول من أي طريق آخر سيؤدي إلى قتلهم على يد الكلب الحارس الضخم "مايك".
لاحقاً الثلاثي وافقوا على البقاء مع زيبرو للتدرب ورفع قوتهم البدنية باستخدام أدواته الثقيلة. 
بعد 20 يوماً من التدريب، تمكنوا من فتح باب الاختبار والتوجه إلى مقر عائلة زولديك، لكن عند وصولهم توقفت كاناري الحارسة الأنثى، وضربت غون لمنعهم من التقدم. رغم ذلك، استمر غون في إصراره، مما جعل كاناري تتردد ثم طلبت منهم إنقاذ كيلوا بعدها ظهرت كيكيو زولديك مع ابنها كالوتو زولديك، وقامت بضرب كاناري حتى أغمى عليها، ثم أمرتهم بالمغادرة.
و بعد مغادرة كيكيو زولديك وابنها كالوتو، تستعيد كاناري وعيها وتعلن أنها ستقودهم إلى غرفة الحراس.
بينما كانوا في غرفة الخدم، اضطر غون وأصدقاؤه إلى المشاركة في لعبة تخمين مع بعض خدم عائلة زولديك، وتمكنوا من الفوز بها. وأخيرًا، يصل كيلوا وينضم إليهم، ثم يغادر مع أصدقائه منزل عائلته.
ومن ثم كورابيكا يخبر أصدقاءه بما همس به هيسوكا له في المرحلة الأخيرة من الاختبار، وهو أن يلتقيا في مدينة يوركشين يوم 1 سبتمبر خلال المزاد الأكبر في العالم، ليكشف له معلومات عن عصابة العنكبوت. وبما أن الموعد بعد ستة أشهر، يودّعهم كورابيكا ويخبرهم أنه سيبحث عن عمل كصياد، ويتفق معهم على اللقاء مجددًا في يوركشين في سبتمبر.
- قوس ساحة السماء

بعد انفصاله عن أصدقائه، نجح كورابيكا في العثور على وكالة متخصصة في توفير الحراس الشخصيين للمشاهير والأثرياء، لكنه قوبل بالرفض لأن رخصة الصياد التي يحملها لا تؤهله لهذا العمل، إذ أخبره الوكيل أن امتحان الصياد لم يكتمل بعد.
لاحقاً كورابيكا تعلم تقنية النين بعد اجتيازه اختبار الصيادين، وذلك خلال فترة تدريب غون وكيلوا في ساحة السماوات، كما كشف وين.
- قوس مدينة يورك نيو

في قصر جامع الجسد كورابيكا يتعلم النين خلال ستة أشهر ويبحث عن زبون له علاقات قوية مع المزاد في مدينة يوركنو. في بداية أغسطس، يزور قصر جامع أجزاء جسدية ليقدم طلب وظيفة حارس شخصي. هناك يلتقي بخمسة أشخاص آخرين، ثلاثة منهم صيادون: ميلودي، بيزي، شاخمونو توسينو، باشو، وسكوالا. فجأة يظهر رجل على شاشة في القاعة ويخبرهم أنه إذا أرادوا الوظيفة فعليهم الخروج من القصر أحياء. بعد كلامه، تهاجمهم مجموعة من 11 شخصاً يرتدون رداء أسود بغطاء للرأس وأقنعة، ويحملون أسلحة نارية وسيوف.
يقوم كورابيكا باستخدام سلسلة التنجيم ليصد عدة رصاصات اطلقت عليه، ثم يقفز على ثريا ليتمكن من مراقبة الموقف وتجنب مهاجمي السيوف.
```
يلاحظ كورابيكا أنّ  شاخمونو هو الشخص الوحيد الذي لم يُهاجم، فيقفز ويضع سكينًا على عنقه ويأمره بإيقاف المهاجمين خلال ثلاث ثوانٍ. يستجيب شاخمونو ويجعل "أطفال الظلام الأحد عشر" يختفون، ثم يوضح أنه صياد أرسله صاحب القصر لاختبارهم، وأن بإمكانهم الآن المغادرة. يشك كورابيكا في كلامه، ويستخدم سلسلة الاستشعار الخاصة به ليكتشف أن سكوالا أيضًا متسلل، ويتأكد ذلك باستخدام تقنيات ميلودي وبايزي وباشو. وهكذا ينجح كورابيكا مع ثلاثة آخرين من المتقدمين الحقيقيين في اجتياز الاختبار.
[
42
]

بعد أن يُتمّ كلّ واحدٍ منهم مهمةً إضافية تتمثل في العثور على عضو بشري نادر، يتمّ تعيينهم رسميًا من قبل الرجل الذي ظهر لهم سابقًا على الشاشة، ويدعى دالزولين.
[
43
]
```

- في مدينة يوركنيو

يبدأ كوربيكا أول مهامه الفعلية ضمن الفريق الجديد، حيث يُطلب منهم مرافقة وحماية ربّ عملهم أثناء رحلته إلى مدينة يوركشين، بهدف المشاركة في مزاد المافيا السري المعروف. وخلال الرحلة، يتعرّف كوربيكا على هوية الشخص الذي سيقوم بحمايته، ويتبين أنها فتاة شابة تُدعى نيون نوستراد، وهي الابنة المدللة لرجل مافيا نافذ وتتمتع بقدرة خاصة في التنبؤ بالمستقبل.
نيون، ابنة زعيم عائلة نوستراد، فتاة مدللة وتتمتع بموهبة نادرة تجعلها من نوع "المتخصصين" في النين. قدرتها تُعرف باسم "الكاتب الشبح اللطيف"، وتمكنها من كتابة تنبؤات دقيقة حول المستقبل. يستغل والدها هذه القدرة لتحقيق مكانة رفيعة داخل مجتمع المافيا، مما يدفعه لتوظيف عدد كبير من الحراس الشخصيين لحمايتها.
كورابيكا وأصدقاؤه يصلون إلى مدينة يورك نيو في الأول من سبتمبر.
وفي ليلة ذلك اليوم، هاجمت عصابة العناكب مزاد الأنفاق، ساعيةً لسرقة جميع مقتنياته. فقتلت الفرقة بعض رفاق كورابيكا والعديد من عملاء المافيا. ومع ذلك، وبعد تحذيرهم من هجوم محتمل عبر تنبؤات نيون، قام أحد وحوش الظل، وهم مجموعة من أفضل عشرة مستخدمين للنين داخل المافيا، بإخراج جميع المقتنيات من الخزنة قبل بدء الهجوم، مما حال دون سرقتها بالفعل. 
ومع ذلك، وبعد أن تم تحذيرهم من هجوم محتمل بفضل تنبؤات نيون، قام أحد وحوش الظل —وهي مجموعة تضم عشرة من أقوى مستخدمي النين داخل مجتمع المافيا— بنقل جميع مقتنيات المزاد مسبقًا من الخزنة، مما أحبط مخططات فرقة الأشباح جزئيًا، وأدى إلى تصاعد التوتر بين الطرفين خلال الأحداث التالية.
لكن ظنت عصابات المافيا في يوركشين أن فرقة الأشباح سرقت مقتنيات المزاد، فبدأوا بمطاردتها، وأُمر كورابيكا بالمشاركة. أرادت الفرقة استدراج "وحوش الظل" بمواجهة مباشرة، فقام أوفوغين، أحد أفراد الفرقة وأقواهم بدنيًا، بقتل عدد كبير من رجال المافيا بمفرده، مما دفع أربعة من وحوش الظل إلى الظهور ومهاجمته.
وبالرغم من تمكنهم من إصابة أوفوغين وشل حركته، إلا أنهم في النهاية يُقتلون على يده. وعندما يلاحظ كورابيكا الوشْم العنكبوتي على ظهره، ينتابه غضب شديد.
و رغم تحذيرات رفاقه، يتقدم كورابيكا ويستغل الفرصة للقبض على أوفوغين بسلسلة السجن الخاصة به، ثم يغادر بسيارة برفقة رفاقه. تطاردهم عصابة العناكب فوراً، لكن مطاردتهم تتوقف عند وصول بقية وحوش الظل. وبعد القضاء على معظم وحوش الظل، تتمكن فرقة الأشباح من اكتشاف أن "البومة" هي الحاملة لمقتنيات المزاد.
لاحقاً في مقرهم الرئيسي، يحاول دالزولين تعذيب أوفوغين لإجباره على الكشف عن معلومات حول المقتنيات. رغم أن أوفوغين مقاوم لهذه المحاولات بفضل هالة التّنشيط القوية التي يمتلكها، إلا أنه يفصح بأن وحوش الظل هم من أخذوا المقتنيات. كما يقترح أنه إذا أُفرج عنه فوراً، فسوف يعفو عن حياتهم. يسأل كورابيكا أوفوغين عن رفاقه، وعندما يسمع أنَّهم قُتلوا حسب خطة العناكب، يغضب كورابيكا ويضربه، مُلحقًا ضررًا بسيطًا بأنفه وشفتيه. بعد أن يغادر كورابيكا للقاء هيسوكا، يستدعي دالزولين أعضاء المافيا لأخذ أوفوغين تحت الحجز. بعد فترة قصيرة، تصل عصابة العناكب متنكرين كأعضاء من المافيا، فيقتلون دالزولين، ويشفون شلل أوفوغين، ويحررونه. يسمع ميلودي صراخه الغاضب عند الإفراج عنه.
ثم نيابةً عن أعضاء فريق كورابيكا، يصرخ أفوغين بقوة عند تحريره، مما يمنح الفريق فرصة للفرار. بعد أن لم يعثر على أحد، يقسم أفوغين أن يطارد مستخدم السلاسل، كورابيكا. في الوقت ذاته، يلتقي كورابيكا مع هيسوكا في الموعد المتفق عليه مسبقًا، حيث يكشف له هيسوكا عن هدفه السري من الانضمام إلى فرقة الأشباح ويعرض التعاون معه. يطلب كورابيكا من هيسوكا اللقاء مجددًا في اليوم التالي، الثالث من سبتمبر، في نفس الوقت.
ثم يجتمع كورابيكا لاحقًا مع ميلودي وبقية الفريق، ويقترح أن تجعل نيون تتواصل مع والدها لطلب نصيحته. يقوم لايت نوستراد بترقية كورابيكا إلى قائد الفريق ويرتب موعدًا للقاء لاحقًا. في هذه الأثناء، يتمكن أوفوغين من تتبعهم، فيبقى كورابيكا خلف الفريق لمواجهته 
ثم بعد موافقتهما على الذهاب إلى مكان بعيد عن المدينة حيث يمكنهما القتال بحرية،
يتواجه كورابيكا وأفوغين في معركة شديدة باستخدام تقنيات النين الخاصة بكل منهما.
يتمكن كورابيكا من أسر أوفوغين وحرمانه من استخدام النين.
يواجه كورابيكا صعوبة في الحصول على معلومات من أوفوغين، فيضطر في النهاية إلى قتله.
هزم كورابيكا أفوغين مما جعله الهدف الرئيسي لعصابة العناكب، التي بدأت بالبحث عنه بنشاط.
في الثالث من سبتمبر، يتمكن أفراد العنكبوت من القبض على غون وكيلوا.
```
تمتلك باكونودا، إحدى أعضاء عصابة العنكبوت، قدرة قراءة الأفكار عن طريق اللمس. ونظرًا لعدم معرفة غون وكيلوا بأن "صاحب السلاسل" هو كورابيكا، تستنتج أنه لا علاقة لهما به. ومع ذلك، يدرك كيلوا لاحقًا أن كورابيكا هو الشخص الذي تبحث عنه العصابة 
[
59
]
```

غير أن كيلوا وغون يتمكنان من الفرار ليلًا قبل أن تستجوبهم باكونودا مرة أخرى.

قبل أن يُقبض على غون وكيليوا مجدداً، يلتقي كورابيكا مع لايت نوستراد، حيث يكتشف أن عشرة زعماء مافيا قد استأجروا فرقة من القتلة المحترفين للقضاء على عصابة العناكب، ويرغب لايت في انضمام كورابيكا إلى هذه الفرقة.
```
في ليلة الثالث من سبتمبر، التقى كورابيكا بفرقة القتلة في مبنى المزاد، حيث أُبلِغ أن نيون قد غادرت مقر إقامتها دون علم حراسها لحضور المزاد الذي أُعيد جدولته بنفسها. باستخدام قدرته في النين، تمكّن كورابيكا من تعقّب مكان وجودها.
[
61
]
```

ثم يتعرّض مبنى المزاد لهجومٍ جديد من قِبل عصابة العنكبوت، مما يؤدي إلى حالة من الفوضى داخل المبنى 
كردّ انتقامي على مقتل أوفوغين 
ثم قامت فرقة الأشباح بشن هجوم عنيف على المزاد، مما أدى إلى مقتل معظم القتلة المستأجرين، بالإضافة إلى ألفي من رجال المافيا الذين كانوا يحرسون المزاد بسرعة.
ثم قام اثنان من الاغتياليين المحترفين، زينو زولديك وسيلفا زولديك، بمحاولة قتل قائد عصابة العناكب، كرولو، واقتربا كثيرًا من النجاح في ذلك. لكن قبل أن يتمكنا من إنهاء المهمة، تلقيا مكالمة من إلومى زولديك يبلغهم فيها أن العشرة دُونات تم اغتيالهم في مهمة كان زبونها هو كرولو. بناءً على ذلك، قرر الزولديك التوقف عن ملاحقة كرولو وتركه على قيد الحياة.
ثم تقوم فرقة الأشباح، مستخدمة قدرة أحد أعضائها، كورتوبي، بتزييف موتهم، ونسخ جميع المقتنيات، ثم تستمر في المزاد مستخدمة النسخ المزيفة . يصل كورابيكا في الوقت المناسب لرؤية الجثث المزيفة، فيراقب بغضب وحزن أجساد كرولو، ماتشي، فيتان، شيزوكو موراساكي، شالنارك، وفرانكلين. بعد ذلك، يفوز بالعنصر الأخير: زوج من العيون القرمزية المزيفة.
في 4 سبتمبر، اجتمع كورابيكا مجددًا مع غون وكيلوا وليوريو، حيث كشف لهم عن أسرار تقنيات "النين" الخاصة به، بالإضافة إلى تفاصيل تحالفه المؤقت مع هيسوكا. وقد أدرك غون وكيلوا بعد هذا اللقاء خطورة باكونودا، نظرًا لما تمثّله من تهديد على كورابيكا وخطته.
بعد ذلك، يتلقى كورابيكا رسالة من هيسوكا تُبلغه بأن الجثث كانت مزيفة 
قرر كورابيكا الاستمرار في ملاحقة عصابة العناكب بمفرده، لكنه وجد أن ليريو وكيلوا وغون يرغبون في مساعدته في هذه المهمة.
ثم، أثناء ملاحقته لعصابة العناكب، يستعد كورابيكا لمواجهة كرولو، ماتشي، وشيزوكو، إلا أن غون يتدخل، مما يؤدي إلى وقوعه هو وكيلوا في الأسر.

تعيد باكونودا سؤالهم مرة أخرى وتكتشف هوية كورابيكا.
بمساعدة ليوريو وميلودي، يتمكن كورابيكا من القبض على كرولو لوسيلفير قبل أن تتمكن باكونودا من كشف ما اكتشفته.
يتواصل كورابيكا مع أعضاء العناكب، متحدثًا مع باكونودا ونوبوناغا هازاما وبشكلٍ موجز مع فينكس حول شروط عملية التبادل.
خلال عملية تبادل الرهائن، تصل باكونودا برفقة غون وكيلوا لمقابلة كورابيكا. في تلك اللحظة، يستخدم كورابيكا سلسلة الحكم لفرض شروط صارمة على كرولو لوسيلفر، إذ يمنعه من استخدام "النين" أو التواصل مع بقية أعضاء عصابة العنكبوت. كما يقوم بإخضاع باكونودا لنفس القدرة، ويمنعها من الإفصاح عن أي معلومات تعرفها عنه.
بعد التبادل.
ينهار كورابيكا من الإرهاق نتيجة الاستخدام المتواصل لعيونه القرمزية.
بعد أن تعافى، غادر كورابيكا مدينة يورك نيو ليواصل بحثه عن عيون السكارليت(القرمزية).
- قوس جزيرة الجشع

بعد عودة كيلوا إلى جزيرة الجشع، يخبر كورابيكا ع احتمال إزالة سلسلة الحكم من على كرولو. إلا أن كورابيكا يطمئن كيلوا بأن السلسلة لا تزال مُفعّلة داخل جسد كرولو. بعد ذلك، يجري كورابيكا حديثًا قصيرًا مع لايت نوستراد، الذي يمر بحالة من الارتباك الشديد بسبب فقدان قدرة ابنته النبوئية.
- قوس انتخاب رئيس الصياد الثالث عشر

كورابيكا كان من الغائبين خلال الجولات الأربع الأولى من الانتخابات، رغم ظهور رفاقه مثل ميلودي، باشو، ولينسن تحت رعاية لايت نوستراد.
لم يزر المستشفى الذي يتلقى فيه غون العلاج المكثف، كما أنه غير متاح على الهاتف، مما يجعل ليريو يتساءل عن أمره وما قد يكون مشغولًا به.بعد أحداث الانتخابات وتعافي غون، حاول ليرويو الاتصال بكورابيكا عدة مرات، لكنه لم يجب. ظهر كورابيكا في كنيسة وهو يقيم جنازة لرفاقه القتلى، متجاهلًا جميع المكالمات الواردة. تمكن من استعادة عدد من عيونهم القرمزية المسروقة، مما عزز عزمه على الانتقام منهم أكثر من أي وقت مضى.
- قوس مسابقة الخلافة

```
فأر الأبراج الجديد
```

بعد أن وافق ليوريو على شغل أحد المقعدين الشاغرين في مجموعة الزودياك، رشّح كورابيكا لملء المقعد المتبقي. توجه ميزايستوم نانا إلى كورابيكا ليطلب منه الانضمام إلى الزودياك (أعضاء الابراج الأثني عشر) ومرافقتهم في الرحلة إلى القارة المظلمة. في البداية، استقبل تابِعو كورابيكا من عائلة نوستراد ميزايستوم بدلاً عنه، ولكن بعد أن قام ميزايستوم بشلّ حركتهم، خرج كورابيكا من الظل منزعجًا لمقابلته.
قدم ميزايستوم نفسه وشرح سبب قدومه، لكن كورابيكا رفض طلبه مباشرة. قرر ميزايستوم اتباع أسلوب مختلف، فسأل كورابيكا عن مدى تقدمه في استرجاع العيون القرمزية. عندها احمرّت عينا كورابيكا، وحذّر ميزايستوم أن ينتقي كلماته بحكمة.
كشف ميزايستوم أنه، أثناء قيامه بفحص خلفية أحد الشخصيات المهمة (VIP) المشاركة في رحلة القارة المظلمة، تعرّف بالصدفة على مالك عدد كبير من العيون القرمزية، بعد أن شاهد مقطع فيديو نُشر في موقع على الشبكة المظلمة قبل ستة أشهر. وعرض على كورابيكا أن يكشف له هوية هذا الشخص إذا وافق على الانضمام إلى الزودياك ومرافقتهم إلى القارة المظلمة، مع العلم أنه سيكون عليه قضاء حوالي شهرين على متن سفينة.
سأل كورابيكا إن كان هذا الشخص سيكون على متن السفينة، لكن ميزايستوم ظلّ صامتًا، حيث إن كورابيكا لم يُظهر موافقته بعد. وبعد لحظة من التأمل، تذكّر كورابيكا أن أولويته القصوى هي استعادة عيون أفراد قبيلته المسروقة بأي وسيلة ممكنة، فوافق على طلب ميزايستوم.
بعد أن سمع ميزايستوم موافقته، أخرج صورةً وعرّف مالك العيون القرمزية: ترفريدنيتش هوي قويرو، الأمير الرابع لإمبراطورية كاكن.
```
يأخذ كورابيكا لحظة تأمل وهو ممسك بصورة ترفريدنيتش، ويجلس أمام نصبٍ تذكاري يحتفظ فيه بعيون الكوروتا القرمزية التي تمكن من استعادتها. يبدأ يسترجع رحلته حتى الآن، ويتأمل في خلفيات الأشخاص الذين اضطر إلى تهديدهم، أو خداعهم، أو دفع المال لهم من أجل استعادة العيون. ويتذكر "بايرو"، صديقه المقرب من الطفولة والذي توفي، ويفكر في أن رحلته الحقيقية قد بدأت أخيرًا بعد أن اقترب من استعادة آخر زوج من العيون. لكنه يتساءل في داخله عمّا سيفعله بعد ذلك، وهو لا يملك بيتًا يعود إليه، ولا أحدًا في انتظاره.
[
84
]
```

بعد ذالك كورابيكا يرافق ميزايستوم إلى مقر رابطة الصيادين، حيث يتصل بليوريو ليزوده بتحديث حول الوضع الحالي. يطلب ليوريو مرارًا عنوان بريد كورابيكا الإلكتروني، لكن كورابيكا يرفض الكشف عنه ويركز الحديث على الاطمئنان على حالة غون. يؤكد ليوريو أن جون بخير ويدعو كورابيكا للانضمام إليه للتغلب على شعور الغربة. رغم شكوك كورابيكا بشأن مدى فاعلية قدراته في هذه المهمة، إلا أنه يعبر عن امتنانه لميزايستوم على إبلاغه بمعلومات عن تسريردينتش، ويعِد بالمساعدة قدر الإمكان. يستبقه ميزايستوم محذرًا إياه من الشائعات المظلمة التي تحيط بتسريردينتش وينصحه بالسعي لحل ودّي، فيما يرد كورابيكا بابتسامة واثقة، معبرًا عن ثقته في قدرته على التعامل مع الأعداء ذوي الوجوه البشرية.
خلال رحلتهما إلى مقر جمعية الصيادين، يسأل ميزايستوم كورابيكا عمّا يعتزم فعله بالأمير ترفريدنيتش بعد استعادة العيون القرمزية، فيوضح كورابيكا أنه سيتجاوب مع معظم الطلبات، إذ إن هدفه الوحيد هو استعادة أعين قومه، وعندما يسأله ميزايستوم عمّا سيفعله في حال قاوم ترفريدنيتش، يرد كورابيكا بنبرة تنم عن الحزم، موضحًا أنه واجه من قبل شخصين أصرّا على الموت بدلًا من التخلي عن العيون، إلا أنهما غيّرا رأيهما في النهاية دون أن يُقتلا، ويُعبّر كورابيكا عن توقّعه أن يحدث الأمر ذاته مع ترفريدنيتش، فيأمل ميزايستوم أن يكون ذلك صحيحًا.
```
الاستعدادات للرحلة
```

عند وصول كورابيكا، التقاه ليوريو وأبلغه بصوت منخفض أن المهمة بدت أكثر صعوبة مما كان متوقعًا، ثم طلب رأيه. أجاب كورابيكا بأنه لم يسمع الكثير عن تفاصيلها، لكنه لا يظن أنها ستشكل عائقًا. خلال ذلك، قاطعتهم تشيدل يوركشاير واقتادتهما إلى قاعة اجتماعات، حيث كان بقية أعضاء الزودياك في انتظارهم.
قدّمت تشيدل الحاضرين لبعضهم، ثم بدأت بإيجاز يتعلق بمجموعة الـ V5 ونتائج محاولاتهم السابقة الفاشلة في استكشاف القارة المظلمة، والتي انتهت على يد كائنات يفوق تهديدها النمل الكيميري من حيث الخطورة الفردية. كما أشارت إلى ضرورة مناقشة كيفية التعامل مع بيوند نيتيرو، الذي لا يزال محتجزًا، وسألت الحضور إن كانت لديهم أي استفسارات.
رفع كورابيكا يده وسأل بشكل مباشر عن عدد حلفاء بيوند داخل الجمعية، ما أثار دهشة بقية الزودياك. بادر كانزاي بسؤاله عن مصدر معرفته، فأجاب كورابيكا بنبرة لاذعة أن بإمكان المرء استنتاج ذلك من وصية بيوند، التي ألمحت إلى أن بيوند كان يجهز للرحلة منذ زمن طويل، وأن تسليم نفسه كان علامة على ثقته في قدرته على قيادة مشروع بهذا الحجم حتى وهو في الأسر، مما يستدعي وجود معاون كفؤ وموثوق إلى جانبه.
عندها شرحت تشيدل لكورابيكا مجريات الانتخابات السابقة، مما دفعه لطرح المزيد من الأسئلة، فطلب منه ميزايستوم أن يتحدث معه على انفراد خارج القاعة.
أوضح ميزايستوم لكورابيكا أنه هو وتشيدل يوركاشير بدأوا بالفعل تحقيقًا داخليًا في الموضوع، وتوصلا إلى نفس الاستنتاج — وجود جاسوس بين أعضاء الأبراج. وبما أن لا أحد منهم يرتبط مباشرةً بـ "بيوند"، فكل أعضاء الأبراج يُعتبرون مشبوهين. شرح ميزايستوم أن بيوند عين "باريستون" نائبًا للرئيس لمجرد التسلية رغم الاعتراضات، لكنه أشار إلى أن باريستون قد يكون مجرد تمويه وليس الجاسوس الحقيقي. اعترف لكورابيكا أن جزءًا من سبب دعوته للأبراج هو كونه غريبًا عنهم، وبالتالي من غير المحتمل أن يكون مرتبطًا بالقضية. وافق كورابيكا على طلب ميزايستوم بالحفاظ على سرية شكوكهم بوجود عميل مزدوج بين الأبراج، وعادا بعدها إلى المجموعة. اعتذر كورابيكا لاحقًا لبقية الأبراج عن اتهاماته دون فهم كامل للوضع المعقد داخل الجمعية، وأعلن استعداده لاستخدام اتصالاته مع الخارجين عن القانون لتقديم معلومات عن "بيوند" و"كاكين" لا تستطيع المصادر الحكومية توفيرها. فيما كلفته "تشيدل" لاحقًا بفريق المعلومات إلى جانب ميزايستوم، بيون، و ساتشو كوباياكاوا استعدادًا للرحلة إلى القارة المظلمة.
في نهاية امتحان الصيادين رقم 289 بعد مرور شهر، يخبر بارستون هيل جين فريكس بأن خليفته يبدو كفؤًا للغاية، إذ تمكن من إفشال جميع محاولات الاغتيال التي دبّرها "بيوند". ويعلّق موهير بأن الشخص الذي تولّى المهمة رسب جميع المتقدمين الذين تمكنوا من اجتياز جهاز كشف الكذب، مشيرًا إلى احتمال أنه كان سيعلم بخطة هروب "بيوند" لو تم إطلاعه على التفاصيل مسبقًا. إلا أن "بارستون" يستبعد هذا الاحتمال، نظرًا لعدم وجود خطة للهروب في ذلك الوقت.
في مشهد استرجاعي، يُشاهد كورابيكا المرشحين وهم يؤدون الاختبار النهائي للدورة 289 من امتحان الصيادين، حيث يتم تسجيل إجاباتهم على مجموعة من الأسئلة المتعلقة بإعلان الرحلة. يستخدم كورابيكا سلسلة التوجيه الخاصة به لتحديد من يخفي معلومات خلال الإجابات. أثناء استماعه لجلسة الأسئلة والأجوبة، يمرر كورابيكا أحد المتقدمين ويستبعد اثنين آخرين؛ الأول لخداعه وإخفائه معلومات هامة، والثاني، وهو محسّن، لمزجه بين الأكاذيب وبعض الحقائق. يعبر كورابيكا عن دهشته من عدد الجواسيس الذين اجتازوا الاختبار النفسي في الجولة الأولى، وتمكنوا من تجاوز اختبار التصوير الحراري وكاشف الكذب. بجانبه، يُعبّر مِيزيستوْم عن إعجابه بقدرة كورابيكا، لكن الأخير يحذر من المبالغة في التقدير نظرًا لعدم فهمه الكامل لآلية عمل هذه القدرة. ويشرح تفسيره الخاص، إذ يمكنه بشكل غير واعٍ ملاحظة التغيرات الطفيفة في الهدف التي قد لا يلاحظها الآخرون باستخدام السلسلة كوسيط، لكنه يحتاج عادةً إلى التواجد أمام الهدف مباشرة. يُمكن لـ"وقت الإمبراطور" تجاوز هذا القيد، حيث تسمح له سلسلة التوجيه بالعمل من خلال تسجيل فيديو شريطة أن يكون قد التقى بالهدف مسبقًا. كما يوضح كورابيكا أن هذه القدرة قادرة فقط على كشف الكذابين المدربين، مما يعني أنه إذا رغب جاسوس في إخفاء أي دليل على هويته، فقد يلجأ إلى محو أو تعديل ذكريات الشخص؛ وبهذا، بما أن الهدف لا يعلم أنه يكذب، فإن السلسلة على الأرجح ستظل ثابتة. بينما يفكر مِيزيستوْم في هذا الأمر، يستفسر كورابيكا عن وجود أي شخص من الرتب العليا في رابطة الصيادين قادر على القيام بذلك، مشيرًا إلى أنه إذا كان هناك من يقف إلى جانب العدو، فقد يتمكن بسهولة من تجاوز جميع الاختبارات.
ثم بعد مراجعة المعطيات، يستبعد ميزايستوم احتمال وجود عضو من "زودياك" يمتلك القدرة المعنية، معللًا ذلك بعدم توافق قدرات الأعضاء المعروفين مع الحادثة، لكنه يعترف بعدم قدرته على الجزم الكامل بذلك. ويوضح أن أعضاء "الزودياك" كانوا يصنّفون سابقًا وفق انتماءاتهم السياسية، مما جعلهم يعملون غالبًا ضمن نفس الفصائل خلال المهام، وهو ما يدفعه لاستبعاد تشيدل وبوتوباي وغينتا من دائرة الشك. كما يشير إلى اتفاق الأعضاء على تبادل المعلومات المتعلقة بقدراتهم لتعزيز التعاون فيما بينهم، لا سيما بعد تشكيل المجموعات المتخصصة لبعثة القارة المظلمة. وعند سؤال كورابيكا عما إذا كان سيتوجب عليه الكشف عن قدراته، طمأنه ميزايستوم بأن ذلك غير مطلوب منه، وأنه لن يُجبر على مشاركة تفاصيل قدراته أو يُفصح عنها، مقابل أنه لن يتمكن من إبلاغه بقدرات الآخرين. أبدى كورابيكا ارتياحه لذلك، مشيرًا إلى مدى فاعلية ليوريو في أداء دور الوسيط بينه وبين الزودياك، وهو ما أقرّ به ميزايستوم أيضًا.
ثم يستأنف ميزايستوم تحليله، مشيرًا إلى أنه، بحسب المعطيات المتوفرة، لا يوجد بين أعضاء الزودياك من يملك القدرة على تعديل الذكريات، ولا يعرفون على الأرجح أحدًا يمتلكها، نظرًا لتوفر سجل مفصل بتاريخ مشاركات الأعضاء في المهام السابقة. يعترض كورابيكا بافتراض أن من يملك تلك القدرة قد يكون قد أُوكل بمهام سرية أو عمل خارج الرابطة، إلا أن ميزايستوم يستبعد ذلك مستندًا إلى نتائج اختبار الصياد، إذ يرى أن وجود جاسوس بهذه الكفاءة كان سيمنع إخفاق أشخاص محددين في الاختبار. ويقرّ بإمكانية استخدام البعض كطُعم لإخفاء جواسيس أقوى، لكنه يعتبر رحيل باريسون السريع بعد الانتخابات مصدر قلقه الأكبر، إذ لا يُفسّر إلا بوجود حليف له داخل الزودياك. بعد ذلك، يفعّل كورابيكا "زمن الإمبراطور" ويعرض مساعدته في اختبار الأعضاء سرًا. ومع بدء تبادل المعلومات بين أعضاء الزودياك (باستثناء العضوين الجديدين "الخنزير" و"الجرذ")، يراقبهم كورابيكا عبر كاميرا، ويجري اختبارًا باستخدام سلسلته الاستقرائية. ووفقًا للنتائج، يتبيّن أن سايو هو المُخبر.
في أعقاب التحقيقات، راجع كورابيكا وميزايستوم تسجيلًا لمحادثة الأخير مع بيوند. خلال اللقاء، أعلن ميزايستوم أن موعد الانطلاق نحو القارة المظلمة سيكون في 8 أغسطس، أي بعد 35 يومًا. وكان الملك ناسوبي هوي غو رو قد قدَّم التماسًا مباشرًا إلى مجموعة V5 للسماح لبيوند بحضور مهرجان الليلة السابقة ومراسم المغادرة، مشيرًا إلى أنه سيكون أمرًا مؤلمًا أن يُستثنى مَن يعتبره محسنًا من هذا الحدث التاريخي.
وعد ميزايستوم بيوند بالسماح له بحضور المراسم شريطة أن يفصح عن هوية العضو من الزودياكز الذي يدعمه. غير أن بيوند، بعد لحظة صمت، صرّح بأن ميزايستوم مخطئ في أمرين: أنه لا يعرف شيئًا عن أي جاسوس، ولا يعبأ بأي مراسم. كل ما يشغل تفكيره هو قضاء شهر في الزنزانة ثم انتظار شهرين آخرين حتى تصل السفينة السوداء إلى القارة الجديدة. وأكد أنه سيتصرف بما يليق بمكانة هوي غو رو، رغم رغبته في رفض كل أشكال المراسم، لأن هدفه الحقيقي يكمن فيما بعد الرحلة.
لكن، وبما أنه لا يزال يُعتبر بطلاً ورائدًا سيمهد الطريق نحو العالم الجديد، وبما أن هذا الشرف له وزن خاص لدى مملكة كاكن، فهو متأكد من أن الحكومة ستضغط على V5، وفي تلك الحالة، سيكون الزودياكز أنفسهم هم من يتوسلون لحضوره.
في نهاية التسجيل، يؤكد كورابيكا أن بيوند كان صادقًا في حديثه، ويستنتج ميزايستوم أن باريسـتون هو العقل المدبر المتواطئ مع سايو، وهو الذي يخطط لتحرير بيوند.
بعد ذلك، شاهد كورابيكا وميزايستوم تسجيل محادثة الأخير مع بيوند نوستراد. أثناء تناول بيوند للطعام، أعلن ميزايستوم أن موعد الانطلاق سيكون في الثامن من أغسطس، أي بعد 35 يومًا من ذلك. كان الملك ناسوبي هوي قوه رو قد تقدم مباشرة إلى مجلس V5 طالبًا حضور بيوند لمهرجان الليلة الافتتاحية وحفل الانطلاق، حيث سيكون من المؤلم أن يفوت بيوند هذا الحدث التاريخي. وعد ميزايستوم بيوند بأنه سيكون حرًا في حضور الحفل، بشرط أن يكشف عن هوية عضو الزودياك الذي يقف إلى جانبه. بعد لحظة من الصمت، قال بيوند إن ميزايستوم مخطئ في أمرين: فهو لا يعرف شيئًا عن أي جاسوس، ولا يهتم بأي احتفالات. كل ما يعرفه هو أنه سيقضي الشهر القادم في تلك الزنزانة، وبعدها ينتظر شهرين إضافيين حتى تصل السفينة "الحوت الأسود" إلى القارة الجديدة. وحتى ذلك الحين، سيظل يتصرف لصالح هوي قوه رو رغم رغبته في رفض جميع الاحتفالات، إذ أن هدفه الحقيقي يكمن بعد الرحلة. وبما أنه ما زال يُعتبر بطلاً ورائدًا سيقود الطريق إلى العالم الجديد، وهو شرف مهم لمملكة كيكين، فإنه واثق من أنهم سيضغطون على مجلس V5 لحضوره، وفي تلك الحالة سيطلب أعضاء الزودياك منه الحضور. في نهاية التسجيل، أكد كورابيكا صدق كلام بيوند. وخلص ميزايستوم إلى أن باريسون هو العقل المدبر الذي تآمر مع سايو، وهو من يخطط لتحرير بيوند.
ثم يقترح كورابيكا ترك بيوند وشأنه حتى موعد الهبوط، لعدم وجود نوايا خفية لديه. ومع بقاء ميزايستوم متشككًا، يوضح كورابيكا أن عقد بيوند مع مملكة كاكن يلزمه بنقل المدنيين إلى "القارة الجديدة"، رغبةً منه في إبراز إنجاز هوي غورو رو، مما يجعل هروبه غير مرجّح. كما أن أي محاولة للفرار قد تدفع مجموعة V5 إلى إلغاء الرحلة، وهو ما يتعارض مع قرار بيوند السابق بتسليم نفسه.
بناءً عليه، لا يرى كورابيكا فائدة في اتخاذ إجراء ضد سايو حاليًا. يوافقه ميزايستوم الرأي، لكنه يعرب عن قلقه من تحركات باريسون وتجسس سايو. بعدها، يُسمح لكورابيكا بمشاهدة مقطع من التسجيل يشرح فيه سايو قدرة النين الخاصة به (القرود الثلاثة)، فيلاحظ أن سايو بدا أكثر اتزانًا مما ادعى، بينما ظهر التوتر على بقية الزودياك رغم براءتهم، وهو ما يُعد سلوكًا نمطيًا للأبرياء.
يستنتج كورابيكا أن سايو كان صادقًا بشأن قدرته، وأنه يدعم بيوند، ويقترح مراقبته سرًّا بدلًا من تتبعه علنًا، بهدف كشف نواياه وجمع الأدلة. ويوافقه ميزايستوم على هذا النهج 
يقول كورابيكا إن معرفتهم بقدرة سايو تساعدهم في تضييق احتمالات الهروب، لكن إن قاموا بتقييده مبكرًا فقد يتدخل باريسون بخطة بديلة. ويتوقع كورابيكا أن محاولة الهروب ستتم بعد انتهاء المهرجان في القارة الجديدة، لذا يقترح القبض على سايو قبيل الهبوط مباشرة دون أن ينتبه بيوند، ويفضّل أن يكون ذلك مع وجود دليل يدعمهم.
أما إن فشلوا في ذلك، فسيضطر ميزايستوم لتحمّل المسؤولية والاعتراف بأنه تصرف منفردًا بالتعاون مع الوافد الجديد (كورابيكا)، مما يثير انزعاج الأخير. ويؤكد ميزايستوم صحة ما قاله كورابيكا، مشيرًا إلى أنه سيُنتقد بشدة لأنه تحدث عن العزيمة والوضوح، في حين أنه كان يتصرف من وراء ظهر الزودياك. بل وقد يغير بعضهم موقفه تجاه المهمة إن اكتشفوا أن تصرفاته كانت مبنية على خدعة.
لاحقًا، يتلقى كورابيكا اتصالًا من لينسن، يُخبره فيه أن ستة من أمراء كاكن بدأوا في توظيف حراس شخصيين بهدف "التخلص من مصادر الخطر" على متن السفينة، دون الكشف عن هوياتهم، وإنما فقط الرواتب التي يعرضها كل أمير.
- المهمة المفاجئة

في هذا الفصل، يعين كورابيكا خمسة حراس شخصيين هم: إيزونافي، هانزو، باشو، ميلودي، وبيسكت كروغر (التي رشّحها له كيلوا)، وذلك ضمن خطة استراتيجية للتقدّم إلى جميع عروض التوظيف المُعلنة من قِبل أمراء كاكين. هدفه النهائي هو التقرّب من الأمير تسيريدنيتش، هدفه الرئيسي.
بعد مواجهة قصيرة مع بيسكت، يتذكّر كورابيكا نصيحة كيلوا ويهدئ الموقف بإطراء دبلوماسي. عند فحصه للعروض الستة، يحاول كورابيكا تحليل أيٍّ منها قد يكون صادراً عن الأمير هالكنبرغ، الذي يُعتقد أن له علاقة وثيقة بتسيريدنيتش. في سعيه لتحديد هوية صاحب العرض، يركّز على عرضَين فقط ذُكر فيهما أن الأمير سيُجري المقابلة الشخصية بنفسه، حيث يرى أن هذا التصرف يدل على النضج والثقة بالنفس.
يرجّح كورابيكا أن العرض الذي لم تتغيّر قيمته المالية هو عرض هالكنبرغ، باعتبار أن ثبات المبلغ يدل على احترام الذات والانضباط الداخلي، خلافًا للعرض الآخر الذي ارتفعت قيمته نتيجة المنافسة بين الأمراء.
على اية حال أرسل كورابيكا طلبه وتوجه إلى فندق تديره "هوي قوو رو"، حيث فوجئ بأن صاحب العمل هو في الواقع الملكة أويتو، والدة الأمير الرابع عشر ووبل. كشفت الملكة أن سبب إخفاء عروض الحراسة كان لمنع تسلل القتلة إلى حماية الأمراء الشهيرين. من جهته، لم ينشر الأمير هالكينبورغ عرضًا بسبب فهمه لهذه المخاطر. أما الملكة أويتو، فكانت تبحث عن حراس يحاولون الاتصال بهالكينبورغ، معتبرة أن معظمهم قتلة أو أتباع مزيفين، مما يجعل العلاقة تبادلية: القتلة ينتظرون فرصتهم أثناء الحماية، والأتباع يخططون للتلاعب بهالكينبورغ عبر معرفة نقاط ضعفه. أوضحت الملكة أن الحراس المحترفين متخصصون في حماية الشخصيات الهامة ولا يتدربون على القتل الاستباقي. كما أكدت أن رحلة الحوت الأسود ستتحول إلى حرب بسبب قواعد خلافة كاكين التي يفرضها ناصوبي. عند تولي هالكينبورغ العرش، إذا أصبح الصراع على الخلافة علنيًا، سيكون هو الأكثر تضررًا. لذا، تأمل الملكة في تأمين سلامتها وسلامة ووبل من خلال ابتزاز هالكينبورغ بمشاركته. عرضت على كورابيكا عشرة أضعاف الأجر المعلن إذا تمكن من إخراجهما من السفينة على قيد الحياة، مؤكدة أنه سيتقاضى الأجر حتى في حال رحيله فورًا شريطة الحفاظ على سرية المحادثة. وافق كورابيكا على الحماية بشرط احترام هذه الشروط، وأخبرته الملكة عن الفوارق في الوضع بين الزوجات العليا والدنيا. وأخيرًا، سمحت له بحمل ابنتها.
بعد فترة، صعد كورابيكا على متن السفينة برفقة الملكة أويتو وابنتها ووبل. خلال تحركاتهم، كرر كورابيكا الإجراءات الأمنية الصارمة، لكنه كان يفكر في ضعف القوة القتالية لفريقه، خاصة مع احتمال وجود بعض الصيادين الذين يعملون كجواسيس. أجرى مكالمة هاتفية مع ميزايستوم، الذي أخبره بحالة الطوابق الثلاثة السفلى من السفينة، مما دفع كورابيكا للاعتقاد بأن اجتماع الأبراج (Zodiacs) قد يتم إلغاؤه بسبب الظروف الراهنة. حذر كورابيكا الملكة أويتو من أنه في حال وقوع أي طارئ غير متوقع، قد تتاح لهم فرصة الفرار عبر الطوابق السفلى، بعيدًا عن صراعات حرب الخلافة الدائرة على السفينة. أثناء اتصاله بغرفة التحكم بالنظام، فوجئ كورابيكا عندما لاحظ وجود هالة غريبة تنبعث من مهد الأميرة ووبل.
- بداية الرحلة الدموية

في بداية الرحلة الدموية، يُعثر على أحد حرّاس أويتو الشخصيين مقتولًا داخل دورة المياه، وقد استُنزف دمه بالكامل. يتفحّص كورابيكا الجثة، ويستنتج أن القاتل قد يكون استعمل النين، غير أن الحُرّاس الذين لا يمتلكون رُخصة الصيد لم يسمعوا بالنين من قبل، في حين امتنع الحُرّاس الآخرون — وهم صيادون — عن قول أي شيء. لاحقًا، يُواجههم كورابيكا بصمتهم، فيُجيبونه بأنهم فوجئوا بإفصاحه عن هذه المعلومات. ومن خلال هذه المحادثة، يُدرك كورابيكا أنه الوحيد من بينهم الذي يعلم بأمر حرب الخلافة، مما يعني أن باريستون أيضًا قد لا يكون على علم بها. وعندما يُعثر على أربع جُثث أخرى لحُرّاس مقتولين، يُفعّل كورابيكا سلسلة الاستبصار خاصته، ويُشهر مسدسه في وجوه زملائه، مُهدّدًا بإطلاق النار إن كذب أحدهم.
في سياق تحقيق كورابيكا حول الحوادث الغامضة التي وقعت على متن السفينة، تم التأكد من براءة المساعدين والصيادين الذين كانوا في مكان الحادث، إذ لم يكن لهم أي دور في تلك الأحداث. أما الحارسان الآخران، فقد اعترفا بأن كل واحد منهما يعمل لصالح ملكة ذات مرتبة أعلى، وهو ما يكشف عن تعقيدات وتداخلات في الصراع القائم بين العائلات الملكية. بعد ربطهما على الكراسي لمواصلة اعترافاتهما، استنتج كورابيكا من أقوالهما أن الأميرة ووبل قد اكتسبت قدرة النين، والتي يُعتقد أنها فُعّلت بدافع غريزة الدفاع عن النفس.
استنتج كورابيكا أيضاً أن ووبل شعرت بخبث ووودي، مما دفعها لقتله. ومع ذلك، كان من الصعب عليه تصديق أن ووبل استطاعت تعلم استخدام النين خلال مدة قصيرة لا تتجاوز الشهر، لكن بيل أوضح له أن ذلك ممكن باستخدام نوع خاص من النين يُعرف بالنين الطفيلي. في تلك اللحظة، غمرت وحوش النين التي تنتمي لأمراء مختلفين الغرفة، مما استدعى كورابيكا للتواصل بسرعة مع ميلودي وبيسكيت كروغر. أخبرته بيسكيت كروغر بأن وحوش النين كانت موجودة في غرفهم، لكن الصيادين فقط هم من استطاعوا رؤيتها، مما عزز اعتقادها بأن قدرة النين الطفيلية هي السبب.
طلب كورابيكا من بيل أن يزوده بكل المعلومات المتاحة لديه عن هذا النوع من النين، وبعد ذلك وافق على الكشف عن خطته لتعزيز التعاون بين الأطراف المعنية. وفي تطور مفاجئ، قام سايرد بطعن كيرتون والحارسين المقيدين حتى الموت، مما دفع كورابيكا إلى الاستعداد للقتال معه، وهو مصمم على القبض عليه حيّاً لإتمام التحقيقات.
لاحقاً كورابيكا يتمكن من إخضاع سايرد ويسأله بيل إن كان من الأشخاص المهمين الذين ذُكروا. يوضح بيل أن كورتيون كان أهم بسبب مهاراته في التحول. يحاول كورابيكا استجواب سايرد عن نوع نين وقدرته، لكنه لا ينجح في البداية. رغم تحفظ بيل على السؤال الشخصي، يقنعه كورابيكا نظراً للظرف الراهن، فيكشف بيل عن نوع نين سايرد وشرح موجز لقدرته. في فلاش باك، ينصحه إيزونافي بالتركيز على التعاون مع الحلفاء. يعود كورابيكا إلى الحاضر ويستخدم قدرة إصبعه السبابة لسرقة قدرة سايرد على النين، ويجبره على الدخول في حالة مشابهة لـ"زيتسو" (انعدام الهالة). بعد سرقة قوته واستنزاف هالته، يهرب وحش النين الذي كان يسيطر عليه، فيستدعي كورابيكا دولفين نين مزود بالقدرة ويشرح بشكل أوضح قدرة سايرد. بعد انتهاء الحاجة للدولفين لتوفير الطاقة، يوضع في وضع الاستعداد. يستعيد سايرد وعيه وهو مقيد، ويشرح ما حدث له، وقبل أن يُؤخذ لاستجواب من جيش كاكين، يشرح قدرة نينه بشكل أعمق لكورابيكا. مع بقاء كورابيكا وبيل فقط لحماية الأمير ووبل، يسأل كورابيكا عن الخيارات المتاحة الآن بعد وفاة كورتيون. يوضح بيل أنه يجب عليهم إما أن يطلبوا من باريستون هيل، أو الأكثر صعوبة، من بيوند نيتروا، السماح لهم بمغادرة الحوت الأسود.
ثم بعد أن استمع كورابيكا إلى بقية شرح بيل حول نوع النين الطفيلي، استنتج أن المعركة الحقيقية ستبدأ عندما يعود جميع الأمراء من المراسم.
```
ثم يقوم كورابيكا وبيلي بمراجعة الخيارات المتاحة أمامهم، حيث يرفض كورابيكا استخدام قدرة سايرد نظرًا لعدم توفر معلومات كافية عن الأمراء الآخرين. تصل فينسنت إلى المكان، وفي تصرف سريع يقتل أحد مرافقي أويتو بحجة الدفاع عن النفس، ما يدفع كورابيكا إلى إدراك أن فينسنت لم يأتِ كمجرد جاسوس، بل كقاتل محترف يحمل مهمة اغتيال. هذا الحدث يعمق شعور التوتر والخطر المحيط بحرب الخلافة، ويبرز الصراعات الخفية بين الفرقاء المتنافسين على العرش.
[
95
]
```

ثم في هذا الفصل، يتردد كورابيكا في مهاجمة فينسنت، مدركًا أن أي تصرف يُمكن اعتباره دفاعًا عن النفس قد يُستغل ضده بفعل نفوذ الأمير بنيامين. بدلاً من ذلك، يرفع يديه معلنًا أن فينسنت يُشكّل التهديد الأكبر على حياة ووبل. يُلمح القاتل بنيّته الحقيقية عندما يطلب "التعاون"، أي مساعدة الصيادين في اغتيال أويتو ورضيعها ووبل، ما يدفع كورابيكا لسبّه في نفسه.
ينزع كورابيكا عدساته اللاصقة، ويتوجه إلى الملكة ليسألها إن كانت تثق به، فتجيبه بإيمان تام حين يمدّ الرضيع يديه نحوه. عندها، يستخدم كورابيكا سلسلة السرقة لنقل قدرة "العين الصغيرة" إلى أويتو. وبينما يهاجم بيل فينسنت، يسرق كورابيكا قدرة الأخير ويقيد يده. يتّهمه بمحاولة قتل ووبل، وهو ما ينفيه فينسنت، إلا أن أويتو تتعهد بالإدلاء بشهادتها ضده. يلاحظ كورابيكا وجود سماعة في أذن فينسنت ويُعلن امتلاكه قدرة تُجبره على قول الحقيقة، ما يدفع فينسنت للانتحار بشرب سمٍ مخبّأ في أحد أضراسه. ينهي كورابيكا الموقف بهدوء، معتبرًا أن ذلك كان لا مفر منه، ثم يحطم السماعة بعد إعطاء معلومة مضلّلة لمن قد يكون على الطرف الآخر.
يتأمل كورابيكا في جدوى استخدام قدرة "العين الصغيرة" لاستهداف الهامستر الخاص بالأمير مارايام خلال الوليمة القادمة، إلا أن الضرر الناتج عن تفعيل "زمن الإمبراطور" يدفعه إلى استبعاد الفكرة بسرعة. وبدلًا من ذلك، يشرح للملكة كيفية استخدام القدرة ويوجهها لاستعمالها على حشرة صغيرة كذبابة أو بعوضة. في الأثناء، يرفض عرض تجسد الدلفين لتفعيل القدرة المسروقة من فينسنت، ويُصدر أوامر إلى بيل بتفتيش الغرفة، فيما يُكلف شيامانو بالرد على الهاتف.
تبلغه الخادمة بأن ثلاثة من الأمراء يرغبون بالتواصل معه: بنيامين، زانغ لي، وتوبِبا. إدراكًا لحساسية الموقف، يعلم كورابيكا أن الرد على أحدهم أولًا سيُفسر كتحالف، بينما تجاهلهم جميعًا قد يُعدّ عدوانًا صريحًا. وبينما يُفكر بخطوته التالية بعناية، يصل مبعوث الأمير بنيامين إلى الغرفة، ما يُنذر بتصاعد التوترات بين المتنافسين على العرش.
يُظهر كورابيكا ثقة بأن الأمير بنيامين يعتبره من مستخدمي طاقة النين من نوع التحكم، فيقرر التحدث إليه مباشرة ويطلب من بيل مراقبة بابيماينا باستخدام تقنية "غيو". غير أنه يُفاجأ عندما تبلغه شيمانو بأنها قد ربطت الاتصال بالأمير زانغ لي بدلًا من بنيامين. وبناءً على طلب الأخير، يوضح كورابيكا أنه اختار الرد عليه لأنه الأكثر انفتاحًا للنقاش، إلا أنه يرفض الإفصاح عن تفاصيل إضافية لاحتمالية ارتباطها بسبب المكالمة، وهو موضوع النين.
بعد السماح لأويتو وطفلها ووبل بمرافقته، يوافق كورابيكا على اللقاء خلال خمس عشرة دقيقة، ليكتشف لاحقًا أن بنيامين هوي قوه رو قد أغلق الخط، بينما لا تزال توبِبا بانتظار الرد. يقترح الحارس الشخصي لها، ماور، تبادل المعلومات حول وحوش النين، لكن كورابيكا يوضح أن وجود جندي خاص بالأمير الأول أمام باب الغرفة يجعل السماح لماور بالدخول دون غيره أمرًا قد يُفهم على نحو خاطئ. يتفق الطرفان على الاجتماع بعد ساعة.
يعمد كورابيكا بعد ذلك إلى مسائلة شيمانو عن سبب تجاوزها للأوامر، ويجد تفسيرها مقنعًا، إذ بررت الأمر بأن زانغ لي أكثر استعدادًا للحوار، على عكس بنيامين الذي سبق وقتل أحد حراسه، ومن غير المرجح أن يكون هو نفسه من يتحدث على الخط. تقترح شيمانو أن يُسمح لبابيماينا بالبقاء، تفاديًا لتدخل الجيش الذي قد يعرض أويتو وطفلها للخطر. وبعد أن يقتنع كورابيكا بكفاءتها، يبلغ الجندي التابع لبنيامين بنيّتهم لقاء زانغ لي، ويقرر بابيماينا البقاء في الغرفة مع بيل.
لاحقًا، يرافق كورابيكا أويتو ووبل للقاء الأمير زانغ لي، الذي يقدم لهم زجاجات مياه، ويشرع كورابيكا فورًا في شرح ما يجري، متحدثًا جزئيًا إلى أويتو التي تستطيع رؤية الوحش المقدس للأمير. يوضح أن المعلومات القادمة قد تؤثر بشكل مباشر على مسار حرب الخلافة، ويسأل زانغ لي إن كان ينوي مواصلة الحديث بحضور الحارسين كوفينتوبا وسلاكا، اللذَين يشتبه في أنهما جواسيس مرسلون من قبل أمراء وملكات آخرين.
يتظاهر الأمير بأنه غير مهتم، لكنه يُشير إلى أن كورابيكا من المحتمل أن يكون لديه لقاء مع تيوبّا أو بنيامين بعد ذلك. يمنح كورابيكا اثنين من الحراس الشخصيين الخاصين به، وهما ساكاتا وهاشيتو، كما يُرافقهم سلاكا بناءً على تعليمات الملكة أونما. في نفس الوقت، يتابع كورابيكا حالة بيل من خلال نظام الاتصال الداخلي ويُطلع عليه بمجريات الأمور عند دخوله. مع تصاعد الخطر وازدياد أعدائهم المحيطين، يشعر كورابيكا بقلق متزايد نتيجة تأثير قدرة "الوقت الإمبراطوري" التي تقصر من عمره، مما يجعله مترددًا في السماح لأويتو باستخدام قدرة سايرد.
في محاولة لضمان أمن الملكة أويتو وراحة بالها، اقترح كورابيكا على حارسي الملكة، شيمانو وبيل، تفتيش الغرفة بحثًا عن أي أجهزة تجسس أو أشياء غريبة. انضم إليهم باقي الحراس في غرفة النوم، مما أدى إلى جدال قصير مع الحارس بابيمينا، الذي خسر حين أوضح كورابيكا أن الأمر من أجل سلامة الملكة، خاصة بعد وقوع حوادث قتل في القاعة. بدأ كورابيكا بشرح أساسيات النين وروح الحراسة التي تحمي الأمراء، لكنه فوجئ برؤية صرصار على السقف. بينما كان يتساءل عن كيفية التعامل معه، طلبت أويتو من الحراس الإمساك بالصرصار مدعية الاشمئزاز. استدعى كورابيكا بيل وشيمانو، وطلب من بيل استخدام النين للإمساك بالصرصار كدليل على صحة شرحه للحراس. فهم بيل وأويتو الخطة، والتي نجحت حيث تظاهر بيل بإطلاق هالته، فيما استخدمت الملكة تقنية "العين الصغيرة" عن طريق تمثال الدلفين الذي استدعى كورابيكا. أعاد كورابيكا بعد ذلك تقديم الشرح، وطلب من بابيمينا تأكيد ما قاله. واقترح تعليم النين لجميع الحراس خلال أسبوعين، على أن يقرر الأمراء ما إذا كانوا يرغبون في المشاركة أم لا. وفي سره، لاحظ كورابيكا جودة تقنية "الإن" عند بابيمينا، واهتدى إلى احتمال أن الحارس يعلم أن الملكة أويتو هي من سيطرت على الصرصار.
بعد مرور ساعة، لاحظ كورابيكا أن الملكة أويتو قد أنهت استقصاءها عن الأمير الأول من خلال تقليبها صفحة دفترها، لكنه قلق بشأن نفاد طاقته، إذ أن عينيه ظلت حمراوين لمدة تقارب الثلاث ساعات. فجأة، صرخت أويتو أن موموز هوي قوه رو تُقتل في الغرفة المجاورة. وللحفاظ على المظهر أمام بابيمينا، تظاهر كورابيكا بأن الأمر مجرد كابوس، لكنها أزاحت يده وأصرت على التحقق بنفسها، فأوكل كورابيكا مهمة التحقيق لبيل. أثناء نقل جثة الأميرة من غرفتها، تأمل كورابيكا في أن الحادث مقلق، خصوصًا توقيته المشبوه. قاطعه ساكاتا مطالبًا تفسير سبب فشل وحش "موموز" في حمايتها، فأجاب كورابيكا بأن نمط نومها غير المعتاد قد يكون له علاقة، وأن الحادث والضعف ربما سببهما هجوم الوحشين اللذين اعتديا على الحراس الآخرين. رغم تفهمه لحالة الملكة النفسية، رأى ضرورة أن يطلب منها الاستمرار في استخدام "عين الصغيرة". عندما سأل بابيمينا أويتو عن سبب صراخها، أدرك كورابيكا أنه كان على علم بالملكة منذ البداية، وفوجئ بسحبها مع الحراس الآخرين طاقتهم (En). وافقت أويتو على مواصلة التجسس على الأمراء، لكنها أوضحت أنها تفعل ذلك من أجل ابنتها لا من أجله. أثناء تدوينها الملاحظات، أبلغ بيل كورابيكا أن بعض الأمراء قبلوا عرضه بالفعل، لكنه أشار إلى وجود مشكلتين: الأولى تتعلق بعدد الحراس، فاقترح كورابيكا تحديدهم باثنين لكل أمير. أما الثانية فلم يستطع سماعها بسبب إغمائه الناتج عن إرهاق عينيه القرمزيتين.
بعد تسع ساعات من فقدانه الوعي، يستعيد كورابيكا وعيه، فيخبره بيل—الذي أخفى سقوطه عن بقية الحراس—أن الملكة أويتو قد أغمي عليها أيضًا في الوقت نفسه. يُصاب كورابيكا بالهلع عند التفكير في استمرار تفعيل قدرة "الوقت الإمبراطوري" لفترة طويلة، ويتساءل عن حدود هذه القدرة. يطلب من أويتو استئناف المراقبة بدءًا من الأمير الرابع بدلًا من الثاني عشر، مما يثير شكوكها حول دوافعه، لكنه يشرح أن هذا الخيار هو الأفضل؛ لأن الأمير الأول، وربما الثاني، يمتلكان حراسًا من مستخدمي النين، وهما حليفان للأمير الثالث، في حين أنهم يجهلون الكثير عن الأمير الرابع. يركع كورابيكا أمام الملكة مجددًا، معاهدًا إياها على أن حياة كل من الملكة وأبنها ووبل على رأس أولوياته، وعندما تمد ووبل يدها إليه، يسمح لها بلمس أصابعه، فتوافق أويتو على طلبه. بعد لحظات، تصرخ أويتو من رعب شديد، فيحاول كورابيكا إيهام الحراس القادمين بأن صراخها مجرد كابوس، فتخبره أن امرأة—يفترض كورابيكا أنها وحش الحارس الروحي للأمير تسرينيتش—قد قتلت الصرصور الذي كان تحت مراقبته. بذلك تُلغى قدرة كورابيكا على التحكم، بينما تبقى حالة الإرهاق الناتجة عن استخدام عينيه القرمزيتين لفترة طويلة دون تحسن. عندما تطلب أويتو منه تعليمها فن النين، يعتذر لها، موضحًا أن منحه لها قدرة النين تسبب في فتح نقاط أورا لديها كأثر جانبي.
- دروس النين

في الساعة التاسعة صباحًا، بدأت دروس النين بحضور جميع المشاركين. قام كورابيكا برسم خط أبيض على الأرض باستخدام شريط لاصق، مع توجيه تحذير صارم بعدم تجاوزه تحت طائلة الطرد أو استخدام القوة دون سابق إنذار. تحدى ميهان هذا التحذير فورًا بتجاوزه الخط، مما دفع كورابيكا إلى سؤاله عن اسمه وانتمائه. بعد ذلك، أسقط كورابيكا الشريط معلنًا أن هذه هي التحذير النهائي لميهان. رغم تصنّع ميهان عدم الملاحظة واعتذاره، إلا أنه هدد كورابيكا بشكل غير مباشر، متسائلاً عما إذا كان كورابيكا يهدف فقط إلى المماطلة. أكد كورابيكا مجددًا أن الجميع سيتعلمون النين خلال أسبوعين. رد عليه بأن الطريقة التي يتحدث بها ميهان تعكس الكثير عن الأمير الذي يخدمه، مما أدى إلى فقدان ميهان السيطرة على نفسه. عندها أخرج كورابيكا مسدسه، لكن دانجين، أحد الحراس، أمسك بميهان واعتذر نيابة عن زملائه.
كورابيكا يقترح أن يُعرّف الجميع عن أنفسهم وينتمون لمن، ثم يعيد التأكيد على هدف الدروس، مشيرًا إلى أنه بالرغم من اختلاف مستويات المتعلمين، فإن الجميع سيكتسب مهارة استخدام النين خلال المدة المحددة. للتحكم في سير الدروس بسلاسة، يستفسر عما إذا كان هناك من يستطيع استخدام النين مسبقًا، فيرفع كل من بيليرانتي وفوريكوف أيديهما، فيُعيّن كورابيكاهما كمشرفين على الدروس.
فجأة، يظهر هجوم مفاجئ بواسطة قدرة نين غير معروفة تقتل باريغن، حيث يقوم ساكاتا بإطلاق النار على أفاعٍ بيضاء تخرج من ملابس الضحية. يلاحظ كورابيكا أن حراس زانغ لي يستخدمون رصاص 9 ملم، وهي عيارات يصعب الدفاع عنها حتى باستخدام تقنية غيو، فيتوقع أن يستخدموا رصاصات أعنف مثل .45 عيار و HK مسدسات، ويستنتج بسرعة أن المهاجم ليس وحش الروح الحارس، بل قاتل متخفٍ بينهم.
يمنع كورابيكا جميع المتعلمين من استخدام الأسلحة النارية مهما كانت الظروف، ويعطيهم مهلة 15 دقيقة ليقرروا إن كانوا سيستمرون في الدروس، ثم يتوجه إلى غرفة أويتو. هناك يستخدم سلاسل الكشف ليستفسر من بيل وشيمانو إن كانا مستخدمي قدرة "الصمت الغالب"، فيجيبه كلاهما بالنفي.
يشرح لهم أن القدرة تعتمد على استحضار النين، مما يجعل من المستبعد أن تكون وحش الروح الحارس لووبل، ويستنتج أنه بسبب نظام التعهدات والقيود المعقدة المطبقة، قد يؤدي انسحاب أحد الأمراء من حرب الخلافة إلى اختفاء جميع وحوش النين المرتبطة.
عند عودته إلى القاعة، يلاحظ أن الجميع قرروا الاستمرار، فيبدأ الدرس ويكلف بيليرانتي وفوريكوف بمراقبة تدفق هالة الجميع لضمان سير التدريب بشكل سليم.
كورابيكا واجه شيدول ويوهيراي بشأن كثافة الأورا العالية التي يصدرونها، والتي تُعتبر غير ممكنة للمبتدئين الحقيقيين في فن النين. وحرصًا على السلامة والسرية، اتفق كورابيكا على التحدث مع أحدهما في نهاية المحاضرة بشكل منفرد. من جانبه، أصر ساكاتا على المشاركة مستفيدًا من خبرته المتفوقة والاتفاق الذي عقده مع الأمير زانغ لي، بينما بدا كورابيكا مترددًا، إلا أن يوهيراي منح موافقته، موضحًا أن الأمير هالكينبورغ مستعد لفعل أي شيء لإنهاء حرب الخلافة.
شرح يوهيراي عن العلامة الغريبة التي يحملها، والتي شك كورابيكا في كونها نتاج قدرة من نوع التلاعب التحفيزي (Soliciting-type Manipulation). واتفق الاثنان على أن العلامة مرتبطة بوحش النين الخاص بالأمير، وأنها تمثل رمزًا للوحدة، تعبر عن تناقض داخل شخصية هالكينبورغ؛ فهو يرغب في إنهاء النظام الملكي، وأسرع طريقة لذلك هي الفوز في مسابقة الخلافة، لكنه في الوقت نفسه يرفض المشاركة، بينما يريد وحش الحارس الروحي القتال.
أجرى كورابيكا اختبارًا ليوهيراي، وتبين له أن الأخير لم يستفق بالكامل على فن النين، محذرًا إياه من أن هالكينبورغ إذا كان فعلاً يرغب في مساواة الجميع، فربما تكون هناك قيود شديدة مفروضة تؤثر على كل من يحمل هذه العلامة. كما نجح في إقناعه بأن الملكة أويتو ترغب هي الأخرى في الهروب من المسابقة، مضيفًا أن الأمر يتطلب تحالف الأمراء الصغار وإلا فسيتم القضاء عليهم واحدًا تلو الآخر. واختتم كورابيكا عزمه على التواصل مع كل من هؤلاء الأمراء عبر جمعية الصيادين لتعزيز التعاون بينهم.
يعود كورابيكا إلى الغرفة 1014، حيث يلتقي بهانزو الذي لم يتمكن من العودة إلى جسده الحقيقي. وبسبب القيود الأمنية والصلاحيات المحدودة، يوضح كورابيكا أن أقصى ما يمكنه فعله في الوقت الحالي هو الطلب من حرّاس الأمير هالكنبرغ التواصل مع الغرفة 1013 نيابة عنه، إلا أن هذا الإجراء لن يتم إلا في اليوم التالي. وفي هذه الأثناء، تُبلغ شيماكو كورابيكا أن قائد الحرس الخاص بالأمير مارايام موجود على الخط ويرغب في التحدث إليه.
لاحقا تتضمن الأحداث محاولة كورابيكا تهدئة الأوضاع وإقناع الحارس فيرغاي بأن العزل المفروض على الغرفة ناتج عن قدرة نين، لكن الأخير يرفض التصديق ويطالب بالكشف عن قاتل الأميرة موموزي. يصرّ كورابيكا على أنه يعرف هوية القاتل، ويذكر تفاصيل الجريمة وتورّط توفدي في تنفيذها.
فيرغاي يُبدي تظاهرًا بالتعاون، ويعرض السماح لأحد أعضاء جمعية الصيادين بالدخول مقابل هذه المعلومات، لكنه سرعان ما يتراجع ويُعرب عن شكوكه في أن كل ما يقال عن النين يخدم مصالح الجمعية بشكل مريب. رغم محاولات كورابيكا لكسب ثقته وتقديم أدلة مقنعة، يُنهي فيرغاي المكالمة مقتنعًا بأن الجمعية تسعى لإضعاف المملكة من الداخل، مما يعكس تصاعد التوتر وعدم الثقة بين الأطراف المختلفة في حرب الخلافة.
ثم بعد أن نقل كورابيكا انطباعاته إلى هانزو، طلب منه البقاء في الغرفة 1013، محذرًا إياه من احتمال أن يشك فيرجاي بوجود عميل مخفي بينهم، وذلك لأنه لم يسأل عن مصادر المعلومات. عندما سأل هانزو عن الخطوة التالية، أوصى كورابيكا بأن يركز على جمع معلومات لضمان سلامة الأمير مارايام. وبعد رحيل هانزو، وبموافقة بابيمينا، أجاب كورابيكا على تساؤلات ساكاتا المتعلقة بالغرفة 1013، معبراً عن شكوكه في تورط وحش النين الخاص بالأمير الثالث عشر. وفي الوقت ذاته، استمر في مراقبة تصرفات بابيمينا وتقييمها.
في تمام الساعة العاشرة صباحًا من اليوم التالي، استؤنفت دروس النين، لكن ميوهان قُتل على الفور عند دخوله إلى الحمام بواسطة قدرة الصوت الخفي (Silent Majority). أثناء توجيه التعليمات لبقية الحاضرين، استنتج كورابيكا أن المستخدم قادر على رؤية والسيطرة على الأفاعي من مسافة بعيدة، مما يشير إلى أنه من نوع المتحكمين (Manipulator). اتهم ساتوبي وماور فريق كورابيكا بالمسؤولية عن هذه الهجمات، واعتبروا أن الدروس كانت فخًا للإيقاع بهم. أقرّ رات بأن الأدلة الظرفية قد تكفي لإدانة الجميع، مما قد يؤدي إلى فصل احتجاز أويتو ووبل. جاء بيليرانتي لنصرة كورابيكا مؤكدًا أن توقف الدروس يعني نجاح الجاني الحقيقي وهروبه، وحرمان الجميع من فرصة دراسة دفاعات الأمراء الآخرين. طلب كورابيكا التحدث إلى الصياد بيليرانتي على انفراد، وعبّر عن شكره له. بدوره، طلب بيليرانتي الحديث إلى بيل لمدة عشر دقائق حتى يتمكن من تقديم تقريره إلى غرفة 1013 دون أن يظهر كأنه يتحدث مع نفسه.
خلال الأيام التالية، استمرت المحاضرات من دون أن يُقدم مستخدم "الصوت الخفي" (Silent Majority) على أي هجوم جديد، وفي يوم الجمعة، شعر أحد المشاركين بهالة نين قوية للغاية اجتاحت المكان، إلا أنه تمالك نفسه، مدركًا أن الانجراف خلف الانفعال قد يؤدي إلى إضعاف طاقته النينية الخاصة.
في صباح اليوم التالي بعد الوليمة، وأثناء إحدى المحاضرات، شعر كلٌّ من كورابيكا وبيل باندفاع مفاجئ لهالة نين قوية. وبناءً على مصدر الهالة، استنتجا أنها قادمة من إحدى الغرف ذات الأرقام الفردية. طمأن كورابيكا ساكاتا بأن توقيع الهالة يختلف عن هالة وحش الحراسة الخاص بالأمير زانغ لي، مما يجعل من غير المرجح أن تكون الهالة صادرة عنه. واستنادًا إلى طريقة تمدد الهالة ثم اختفائها بشكل مفاجئ، قدّر كورابيكا أنها على الأرجح قدرة من نوع "الانبعاث"، وقد تكون قادرة على اختراق الجدران. لاحقًا أشار ساكاتا إلى أن بعض الطلاب بدأوا يشككون في جدوى التدريب نتيجة تكرار التمرين ذاته. وردًا على ذلك، أعلن كورابيكا عن بدء المرحلة التالية من التدريب في اليوم التالي، وأجرى أمامهم اختبار التنجيم المائي، كاشفًا عن كونه من نوع "المتخصص". 
كورابيكا بعد شرح هدف التدريب، يختار لادوليوس كأكثر تلميذه تقدمًا لتحفيز بعض الحراس الآخرين على التنافس. يؤكد على أن تصنيف النين الخاص بكل شخص يجب ألا يُكشف أبدًا، وأن اختبارات الكشف ستُجرى في غرفة منفصلة بحضور كل من بيل ونفسه فقط. عندما يعترض ماور وساتوبي ودانجين، يبرر قراره بمتطلبات التدريب، والمخاطرة التي تحملها بالكشف عن نوع نينه، ورغبة فريقه في الوصول إلى حالة تعادل، مما يعني أنه لا ينوي جمع معلومات للإضرار بالأمراء الأعلى مرتبة. ويكرر أنه إذا لم يستطيعوا قبول شروطه، يمكنهم الانسحاب من التدريب. واحدًا تلو الآخر، يدعو كورابيكا لادوليوس، ماور، يوري، وساتوبي إلى غرفة النوم الرئيسية، حيث يخالف وعده لهم بعدم إجراء اختبار الغوصة المائية. بدلاً من ذلك، وبعد موافقتهم، يجبر عقد الهالة لديهم على الانفتاح بواسطة "ستيلث دولفين"، ويمنحهم مؤقتًا قدرة إيريجيرون الخاصة ببيل. ثم يفرض عليهم أمرًا بعدم الإفشاء عما حدث حتى ينهي جميع طلابه الاختبار، تحسبًا لإلغاء التدريب إذا انكشف الأمر.
في نهاية الدرس، عبّر كورابيكا عن امتنانه لبل على كشفه عن قدرته. عندما وصف بل نفسه بالجبان لاختياره الحراسة في الغرفة 1014 معتقدًا أنه سيجنب المعارك الكبيرة، ولتقرره البقاء بعيدًا عن المواجهات بدافع الخجل، أوضح كورابيكا أن الجبناء لا يملكون نفس القوة والثبات التي أظهرها بل. في تلك الأثناء، اقترب منه هاشيتو مطالبًا بتعلم تقنية النين فورًا مقابل السماح بتنبيه تنفتوري في المرتبة الأخيرة. قبل كورابيكا طلبه، لكنه حذّره من أنه بسبب عدم خضوعه للتدريب، قد يصبح مرهقًا جدًا لدرجة تمنعه من الحركة لفترة بعد التعلم.
لاحقاً في تمام الساعة 11:30 من اليوم العاشر، شعر كورابيكا بهالة طاقة متذبذبة مجددًا. لاحظ أن الفترات الزمنية بين كل اندفاع للطاقة والآخر أصبحت تتقصر تدريجيًا.
وفي خلال حديثها مع كايسر بعد ملاحظتهما التدهور السريع في حالة الأمير الحادي عشر فوجيتسو، تتوسل ميلودي إلى كايسر أن يُطلق سراحها بكفالة لكي تتمكن من معرفة ما حدث لفوجيتسو. يضطر كايسر إلى رفض طلبها، مبررًا ذلك بعدم قدرته على رفض أي أمر طُلِب منه أداؤه، حتى إن أراد تفاديه. عندها تطلب منه ميلودي أن يذهب بنفسه إلى كورابيكا في الغرفة 1014 ويخبره بكل شيء، باعتباره الشخص الوحيد الذي تثق به. يتساءل كايسر عمّا إذا كانت تعني "كل شيء" بالفعل، فتؤكد ميلودي على ضرورة عدم إضاعة الوقت، وتحثّه على الإسراع.
- عقد من طفل بيوند

في اليوم العاشر من الرحلة، وعند الساعة 11:45 صباحًا، دعا كورابيكا وبيل المجندة لونغي إلى غرفة النوم الرئيسية في الجناح 1014 من أجل تلقينها أساسيات تقنية "النين"، كما فعلا سابقًا مع زميلاتها غير المتيقظات. جاءت هذه المبادرة ضمن الخطة الدفاعية التي وضعها كورابيكا، والرامية إلى تدريب جميع جنود الجناح على استخدام النين لتعزيز الحماية ضد التهديدات الخارجية، بما في ذلك الهجمات المتوقعة من قبل الأمراء المنافسين أو حراسهم. وفي أثناء التدريب، أبدى كورابيكا علامات واضحة على الإرهاق الجسدي بسبب الاستخدام المكثف لقدراته، إلى جانب الجهد المستمر في تدريب الجنود منذ الأيام الأولى للرحلة.
لاحقًا في اليوم ذاته، طلبت ميلودي من كايزر الإذن بمغادرة الغرفة مؤقتًا بعد أن لاحظت تدهورًا كبيرًا في حالة الأميرة الحادية عشرة فوغيتسو. غير أن كايزر رفض ذلك، مُشيرًا إلى عدم قدرته على مخالفة الأوامر. وعوضًا عن ذلك، وافق على إيصال المعلومات إلى كورابيكا في الجناح 1014. استقبل كورابيكا كلًا من كايزر وميلودي واستمع إلى تفاصيل الحادثة، ما دفعه إلى إعادة تقييم التهديدات المحيطة وتكثيف مراقبته للوضع داخل وخارج جناحه، خصوصًا في ظل تنامي التوترات بين الأمراء وتصاعد العنف في الطوابق السفلى للسفينة. 
عند إغلاق الباب خلفها، سمح كورابيكا لـ لونغي بالدخول أولًا، ثم انضم إليها هو وبيل وجلسوا جميعًا حول الطاولة في غرفة النوم الرئيسية بجناح 1014. جلس كورابيكا مقابل لونغي، في حين كان أويتو ووبل خلفه، مما أتاح بيئة مناسبة لتعليم لونغي مبادئ النين بطريقة خاصة ومركزة بعيدًا عن زملائها في الجناح. 
قبل أن يبدأ كورابيكا وبيل في تدريب لونغي، رفضت الأخيرة إجراء الطقوس التقليدية للتحقق من استخدام النين، معلنةً أنها تمتلك بالفعل القدرة على استخدام النين. أثار هذا الإعلان دهشة كورابيكا وبيل، اللذين بدآ يتفاعلان مع تصريحها. قامت لونغي بتفعيل "فعل ضوء القمر" (Moonlight Act) لتأسيس عقد قائم على النين، مما أثبت في الوقت ذاته براءتها من تهمة قتل بارِيجين ومايُوهان. أوضحت لونغي أن "فعل ضوء القمر" يتيح لها إما إقراض قدرتها أو تقييد تصرفات من يوقعون على عقد محدود المدة برغبتهم. وطلبت من كورابيكا التريث في الموافقة أو الرفض على التحالف مع توبيبا ضمن العقد حتى تنهي شرح شروطها كاملة. 
كشفت لونغي أن توبيبا لا يعلم بقدرتها، ولا حتى بقدرتها على استخدام النين بشكل عام. وأوضحت أن عقدها يُعد بمثابة تأمين لضمان سير خطتها الحقيقية بسلاسة. قام كورابيكا بتنشيط سلسلة التوجيه  الخاصة به، موجّهًا بندقية إليها، مستعدًا لإطلاق النار إذا كذبت. سألته لونغي عن سبب تصرفه هذا، مشيرة إلى أن مستخدمي النين لا يمكن قتلهم بسهولة بواسطة بندقية عيار .22، لكن كورابيكا لم يرد. تابعت لونغي بالشرح أن قدرتها تقتضي منها الإفصاح الكامل عن الحقيقة أولًا، وأن إخبار كورابيكا بتفاصيل العقد بينه وبين توبيبا كان سيكفي إذا كان ذلك هدفها الوحيد، لكنها أكدت أن خطتها الحقيقية تتطلب منح كورابيكا قوة إضافية بقدرتها، لذا وجب عليها شرح كل تفاصيل الخطة الحقيقية لتحقيق ذلك. 
كشفت لونغي أنها ابنة بيوند نيتر، وأوقفت حديثها للحظة لإتاحة الوقت للتفكير في وزن هذا الكشف. بعد فترة قصيرة، طلب كورابيكا منها المتابعة. شرحت لونغي أنها، مثل العديد من الآخرين، تربّت على يد آباء تم تزويجهم بترتيب من بيوند، وأُدرجت في الأكاديمية العسكرية الملكية. أضافت أنها كانت تعتقد أن هدفها هو أن تكون أحد الأشخاص الذين وضعهم بيوند في مناصب مهمة قرب الملك القادم لـكاكن. وأكدت لونغي فهم كورابيكا بأن ما شرحته للتو هو ما كانت تظنه خطتها الحقيقية في الأصل. وراقب كورابيكا بانتباه بينما واصلت لونغي شرح ما كانت تعتقده سابقًا عن خطة بيوند.
أوضحت لونغي أنها كانت تستطيع استخدام النين منذ أن كانت رضيعًا، وذلك كأثر جانبي لهجوم النين الذي شنّه بيوند نيتر، مشيرة إلى أن المواليد الجدد الذين يمتلكون النين يتعلمون تلقائيًا تقنيتي "تين" و"زيتسو" بهدف منع التعب. طلب كورابيكا منها توضيح المقصود بالهجوم، فكشفت لونغي عن علامة أسفل لسانها أظهرها باستخدام تقنية "جيو"، وهي علامة لعنة يحملها العديد من إخوتها غير الأشقاء، تختلف شدتها بينهم، وكانت تعتقد أنها تهدف إلى لعنة أحد الأمراء عند وفاتها. ذكر بيل لكورابيكا أن إطالة الوقت قد تثير شكوك الآخرين، لكن كورابيكا أصر على سماع القصة كاملة ليتمكنوا من صياغة عقد مع توبيبا. أكد كورابيكا على يقين لونغي بأن هدفها هو أحد الأمراء، رغم عدم معرفتها بهويته. بعد تأكيدها، وافق كورابيكا مع تخمين بيل بأن بيوند ترك الأمر للقدر ليزيد من قوة اللعنة باستخدام حدود النين. أضاف كورابيكا أن بيوند يتواجد ضمن الدوائر المقربة جدًا في كاكن، ومن المحتمل أنه يرغب في أن يتولى بنجامين العرش. وأشار إلى أن التضحية بحياة شخص ضرورية لتفعيل لعنة قوية، وأنه إذا أعطى بيوند لبنجامين تلميحًا لضمان بقائه، فربما يستطيع بنجامين استخدام قانون الطوارئ الخاص به كحل أخير.
اختلفت لونغي مع تفسير كورابيكا، مما فاجأه. عبّرت لونغي عن اعتقادها بأن بيوند نيتر لم يكن ليبذل هذا الجهد من أجل شخص لا تربطه به صلة قرابة. أدرك كورابيكا ما تحاول قوله، ورأت لونغي استيعابه، فصرحت صراحة بأنها تعتقد أن بيوند هو والد أحد أمراء كاكن الأربعة عشر. سأل كورابيكا أويتو عن شروط مشاركة الأمراء في المنافسة، فأجابته أنه لم يُذكر أي شرط يتعلق بالنسب الأبوي ضمن متطلبات المشاركة. 
طرقت ساكاتا الباب وسأل كورابيكا عمّا إذا كان هناك أي مشكلة. قام كورابيكا بإلغاء تنشيط سلسلة التقصي الخاصة به، وأخفى سلاحه، ثم خرج ليطمئن المشاركين بأن الأمور على ما يرام، مبرراً تأخر المفاوضات بأنهم لم يتوصلوا بعد إلى اتفاق بشأن شروط الهدنة. وعد كورابيكا بأن يشرح التفاصيل لاحقًا لإزالة أي شكوك لدى المشاركين، وطلب منهم الصبر. لاحظ فيوريكوف خروج كورابيكا وتساءل عما كانا يتحدثان عنه، معتقدًا أنهما قد لاحظا أن لونغي كانت مسؤولة عن وفاة بارِيجين ومايُوهان، لكنه لاحظ عدم وجود أي تغيير في هالة كورابيكا. 
عاد كورابيكا إلى غرفة النوم الرئيسية، وأغلق الباب، ثم أعاد تنشيط سلسلة التقصي وسحب مسدسه مجددًا. بدأت لونغي تشرح تفاصيل العقد الذي تريده من كورابيكا، مبتدئةً بتوضيح عقدها مع تيبيبا وتفاصيله. 
- "ينصّ الاتفاق المقترح على امتناع كلا الطرفين عن التدخل أو القيام بأي عمل عدائي تجاه أي أمير أو ملكة أو أفراد الحراسة التابعين للطرف الآخر." [112]

- "لا تُعدّ أعمال الشفاء أو غيرها من أفعال الدعم هجمات نين، ولا تُصنّف ضمن الأفعال العدائية في إطار الاتفاق."[112]

- "يستمر هذا الوضع حتى الساعة التاسعة صباحًا من يوم الأحد (اليوم الخامس عشر)." [112]

- "يتجدَّد العقد تلقائيًا لأسبوعٍ آخر، بشرط وجود ممثّل عن توبِبا في الغرفة 1014." [112]

- "تفعل قدرة 'مونلايت آكت' فقط في حال خرق كورابيكا أو من معه الشروط المتّفق عليها، وتهدف إلى فرض عقوبة أسبوعٍ كامل من استخدام 'زِتسو'." [112]

- "لن يُنهي جانب تيبيبا العقد من طرفٍ واحد ما لم يثبت لديهم وجود فعل خبيث من جانب ووبل تجاههم." [112]

- حرص كورابيكا على أن توضّح لونغي تعريفها لـ "الهجوم"، وهو ما قامت به، قبل أن تعده بكتابة عقد آخر في حال انسحاب تيبيبا قبل أن يتمكن من مساعدتها، وشرحت كذلك الشروط الإضافية المتعلقة بخطتها الحقيقية. [112]

- يجب على جانب ووبل تحديد الأمير الذي هو ابن بيوند قبل انسحاب تيبيبا أو قبل أن يتبقى أميران فقط في المنافسة. [112]

- في حال تم اكتشاف أن لا أحد من الأمراء هو ابن بيوند، فإن القدرة ستُفعّل فورًا وتُمنح مكافأة إلى جانب ووبل. [112]

لاحظ كورابيكا أن سلسلة التقصي لم تُظهر أي دليل على كذب لونغي. وبعد أن أنهت شرح كل شيء، طلبت لونغي من كورابيكا الاستماع إلى طلب أخير قبل توقيع العقد، وكشفت عن خطتها الحقيقية الحالية—إذا كان ابن بيوند من بين الأمراء، فهي تنوي قتله بنفسها. وأبدت أسفها على سيطرة بيوند عليها، قائلة إنها لم تكن لتتخذ هذا القرار لو أطلعها بيوند على كل شيء منذ البداية. 
وافق كورابيكا على عقد لونغي، كما وافق على التعاون مع تيبيبا.  يراقب الحاضرون مغادرة الثلاثة، ويشعر فيوركوف بتغيّر طفيف في هالة كورابيكا، دون أن يتمكن من تحديد مصدره، مترددًا في استنتاجه السابق بشأن لونغي. يدعو كورابيكا تينفتوري للدخول، مشيرًا إلى أنه سيكون آخر من يتلقى تدريب النين لذلك اليوم، مع وعد بمناقشة الأمور لاحقًا. 
في وقتٍ لاحق، يُبلغ تينفتوري الأمير زانغ لي بأن جميع المتدربين الذين خضعوا لتدريب كورابيكا على النين باتوا قادرين على استخدامه. 
في تمام الساعة 1:30 ظهرًا من اليوم العاشر للرحلة، قام كلّ من تينفتوري من الغرفة 1003، وماور ولونغي من الغرفة 1005، بإطلاع أمرائهم على آخر تطورات مسابقة الخلافة في وقتٍ متزامن. أبلغ تينفتوري الأمير تشانغ لي بأنّ ووبل وتوبيبا وافقا على التنازل له عن العرش إذا بقي الثلاثة وحدهم في المنافسة، مقابل ضمان دعم ساكاتا وهاشيتو الدائم له. وقد راقب كوفينتوبا المحادثة عن كثب. من جهتها، أخبرت ماور الأميرة توبيبا بأنّ كورابيكا قد انضم رسميًا إلى الهدنة، ووافق على التحالف مع فريقهم بشرط أن ترافقه كل من أوتو ووبل عند زيارته الغرفة 1005. أما الأمير ريهاين، الذي كان يراقب الحوار، فقد لاحظ وجود تنسيق واضح بين فريق توبيبا وكورابيكا. 
في تمام الساعة 8:50 صباحًا من اليوم الحادي عشر، كانت ميلودي في مكتب كايزر في الطابق الثاني تأمل أن يتمكن كورابيكا من ابتكار خطة تُنهي الصراع دون سقوط مزيد من الضحايا من بين الأمراء. وخلال ذلك، كان يطالع رسالة مشابهة لتلك التي مررتها فوجيتسو إلى بقية الأمراء، وتتضمن معلومات اختار كايزر وميلودي تسريبها إلى كل أمير. 
في وقت ما من ذلك اليوم داخل الغرفة 1014، تحدث كورابيكا مع أوتو، موضحًا لها أن العقوبة المترتبة على أي محاولة لمغادرة السفينة أثناء مسابقة الخلافة هي الموت، وأن السفينة نفسها تعتبر الوعاء السام المستخدم في توجيه سم الدودة. تفهّمت أوتو، رغم خيبة أملها، أن على الأمراء الاستمرار في المنافسة حتى يتبقّى واحد منهم على قيد الحياة. تدخل كورابيكا قائلًا إنه رغم أن النين القوي المحيط بالسفينة يوحي بأن الموت هو المصير المحتوم، إلا أنه يرى بصيص أمل، مما أثار دهشة أوتو. طلب منها إذن السماح له بالكشف العلني عن رسالتها خلال الجولة الثانية من ورشة النين، المقرر أن تبدأ في اليوم التالي. وأوضح أن حضور الأمراء سيكون اختياريًا، وأنه ينوي إعلامهم بنيته الكشف عن الرسالة أثناء الدروس لأسباب ثلاثة: 
- لتجنب إثارة الشكوك غير الضرورية، خاصة أن الرسائل التي وُجهت للأمراء الأعلى رتبة كشفت عن فضائحهم وجرائمهم، مما قد يسرّع من تصاعد الصراع إذا ما شعروا بأن الأمراء الأقل رتبة يمتلكون أسرارهم. [115]

- وعلى أمل أن يؤدي إعلان رغبات الأمير العاشر كاتشو إلى تخفيف حدة صراع الخلافة. [115]

- لتحفيز الأمراء الأعلى رتبة على التواصل معهم، بحيث يمكنهم استخدام تأجيل أو إلغاء كشف محتوى الرسالة كورقة مساومة. [115]

```
في الغرفة 1003، وفي توقيتٍ قريب، يجمع تشانغ لي حراسه لمحاولة فهم وظيفة العملات التي أنتجها وحش روحه الحارس. لاحظوا أن معظم العملات تحمل الرقم "1"، بينما تحمل عملة واحدة الرقم "10"، إلا أنهم لم يتوصلوا إلى أي استنتاج مفيد. قرر تشانغ لي أنه بحاجة إلى مساعدة كورابيكا في تحليل المعلومات المتعلقة بالنين التي قد تؤثر على صراع الخلافة، بالإضافة إلى معرفة قدرة وحش روحه الحارس وتأثيراته، وطلب التواصل مع الغرفة 1014.  
[
115
]
```

في وقتٍ ما بعد الساعة الواحدة ظهرًا،  توجه كورابيكا إلى الغرفة 1003 برفقة أوتو ووبل  هناك، أخبر كورابيكا تشانغ لي بأنه قد أكد إلى حد كبير تخمينه بأن العملات تتغير بعد عشرة أيام. وأوضح كورابيكا أن هناك حدًا أقصى لعدد العملات التي يمكن إنتاجها للحفاظ على أشكالها الفيزيائية، ولكن في حالة تشانغ لي، تُوزع التكاليف عبر منح العملات للآخرين، مما يجعل الإنتاج الكمي ممكنًا. 
```
ثم في غرفة 1003، يشير كورابيكا إلى أن الهدف من العملة هو التداول، ويقترح التحقق مما إذا كانت هناك تغيّرات تطرأ عند انتقال العملات من شخص لآخر. يبدأ بسؤال ما إذا كانت هناك اختلافات في التصميم بين العملات التي بحوزته وتلك التي وُزعت على الآخرين. يلاحظ تينفتوري أن عملته تختلف من حيث التصميم ويُحضرها لعرضها على الحضور. يُلاحظ الجميع أن وجه العملة الأمامي متماثل، لكن الخلفية تختلف؛ إذ تحمل عملة تينفتوري نقشًا لصورة زانغ لي، بينما تحمل عملة زانغ لي نقشًا لصورة وحش الروح الحارس الخاص به. 
[
116
]
```

من أجل التحقق مما يحدث عند تبادل العملات، يطلب كورابيكا من زانغ لي أن يُعطي إحدى عملاته لتينفتوري، لكن زانغ لي يقرر بدلًا من ذلك إعطاء كورابيكا العملة التي تحمل الرقم "10". يُفاجأ كورابيكا ويتملكَه القلق، لكنه يقبل العملة خشية أن يفقد ثقة زانغ لي إن رفضها. يُطمئن كورابيكا نفسه بالتفكير في أن قبول العملة، حتى وإن كان شرطًا لتفعيل قدرة نين ذات طابع شبه إجباري، فإن الطاقة المخزنة في العملة خلال عشرة أيام لا تكفي لإجبار شخص على تنفيذ أوامر قوية كارتكاب جريمة قتل. وبما أن العملة تُنتج بمعدل واحدة يوميًّا وتستغرق عشرة أيام للتغيّر، يدرك كورابيكا أن قدرة زانغ لي ذات منظور بعيد المدى، ولن تُظهر قيمتها الحقيقية إلا بعد اعتلائه العرش، وهو ما يعكس شخصية زانغ لي في التخطيط المسبق. ومن ذلك يستنتج كورابيكا أن قبول العملة يُعد آمنًا في الوقت الحالي. 
ثم عندما يقبل كورابيكا العملة، تُغلف بهالة صغيرة من الهالة (الأورا)، ويتغير التصميم الموجود على ظهرها من صورة لوحش الروح الحارس الخاص بزانغ لي إلى صورة زانغ لي نفسه. يُلاحظ كورابيكا أن الرقم والتصميم قد تغيّرا ليتطابقا مع عملة تينفتوري، ويُخمِّن زانغ لي أن وقت العملة وتأثيرها يُعاد ضبطهما عند انتقالها من شخص إلى آخر. يُعيد كورابيكا العملة إلى زانغ لي، فيلاحظ الاثنان أن التصميم عاد ليُظهر صورة وحش الروح الحارس الخاص بزانغ لي، بينما لم يعد الرقم إلى "10"، بل بقي "1". 
بعد هذه الملاحظة، يُصرّح كورابيكا بأنه بدأ يُكوِّن فكرة عامة عن قدرة الوحش الحارس لزانغ لي. يسأل كورابيكا إن كان ينبغي عليه مشاركة نظريته، فيجيبه زانغ لي بأنه لا يمانع، ويؤكد أنها ليست قدرة تُشكّل تهديدًا على الأمير بنيامين. يلتقط كورابيكا التلميح الضمني في كلام زانغ لي، وهو الامتناع عن الكشف عن الطرق التي قد تجعل من هذه القدرة تهديدًا، مما يمنحه فهماً أعمق لشخصية زانغ لي وطريقة التعامل معه.
يُخبر كورابيكا زانغ لي بأن وحشه الروحي يبدو أنه يمتلك قدرة تراكمية من نوع "الخلق بالتجسيد" (Conjuration)، فبعكس العملات العادية التي تُتداول، فإن عملات زانغ لي يُقصد بها أن تُحتفظ لفترة طويلة لتخزين طاقة النين، وربما يُمكّن ذلك العملات من إظهار قدرات مختلفة لاحقًا. يقترح كورابيكا أنه في غضون ستة أشهر قد يتمكن حامل العملة من فتح عقد الهالة الخاصة به، مما يجعله مؤهلاً لاستخدام النين. كما يُشير إلى أن تقدير زانغ لي بوصول العدد إلى 1064 قد يكون هو الرقم المطلوب لتفعيل القدرة، ما قد يُعدّ وسيلة مثلى لتجاوز التدريب القاسي والمخاطر المعتادة لتعلُّم النين.
زانغ لي يضحك بسرور، معتبرًا أن الوصف الذي طرحه كورابيكا يتناسب تمامًا مع شخصيته. وبما يتوافق مع فهمه لتلميحات زانغ لي، يُخفي كورابيكا تحليله حول الطريقة التي قد تُستخدم بها العملات لتهديد الآخرين، ويفترض أن الثمن الذي يتطلبه وحش زانغ لي الروحي مقابل إيقاظ النين بطريقة شبه خالية من المخاطر قد يكون في شكل ولاء شبه قسري أو نوع من التلاعب القسري غير المباشر تجاه زانغ لي. 
يقرر كورابيكا الاحتفاظ بهذه الاستنتاجات لنفسه، تفاديًا لإثارة القلاقل بلا داعٍ، كما أنه يفضل ترك العملة تُظهر آثارها على كوفينتوبا، الذي يَرجّح أنّه أخفى العملة التي ظهرت في اليوم الأول. وبما أن اليوم كان الحادي عشر، ومعظم القدرات التي تعتمد على عدد الأيام تجعل يوم الظهور هو اليوم الأول، فقد خمّن كورابيكا أن عدد العملات ذات الرقم (10) يجب أن يكون اثنتين. ولما لم يكن لدى زانغ لي سوى واحدة، استنتج كورابيكا أن كوفينتوبا – وهو الشخص الوحيد الحاضر القادر على استخدام النين وغير المنتمي لزانغ لي – هو من التقطها واحتفظ بها لنفسه، مدركًا ما يجري، ورافضًا إعطاء أية معلومات لزانغ لي.
كما لاحظ كورابيكا أن وجود كوفينتوبا في النقاش يمكن أن يُستغل كذريعة لتفسير سبب عدم مشاركته لاحتمال كون عملات زانغ لي تنطوي على قدرة تحكمية؛ إذ إن زانغ لي لم يرد منه أن يذكر شيئًا قد يُعد تهديدًا لبنيامين. 
شكر زانغ لي كورابيكا، وأخبره أنه الآن يستطيع التفكير في كيفية قضاء مستقبله مع إخوته. فأشار كورابيكا إلى أن عدد القطع النقدية التي يملكها قد يكون له تأثير أيضًا، ونصحه بالاحتفاظ ببعضها في الوقت الحالي. وافق زانغ لي، وقرّر إعطاء كورابيكا القطعة التي ظهرت في ذلك اليوم، والاحتفاظ بالبقية.
شكره كورابيكا، ثم طلب منه الانتظار قليلًا بشأن الأمر الآخر الذي بينهما، مشيرًا إلى أن الجولة الثانية من دروس النين ستكون مفتاحًا أساسيًا. فأقرّ زانغ لي بذلك، وأوضح أن جمع المعلومات أمر لا غنى عنه، لكنه غير مستعجل، وأن ما يشغله أكثر هو أمن كورابيكا وووبل. وأشار إلى أن البعض قد استغلوا الجولة الأولى من الدروس لجمع المعلومات وترتيب أوضاعهم، ونصحه بالاستعداد.
ثم فكّر زانغ لي في نفسه قائلًا لكورابيكا: «لا تظن أننا متساويان؛ أنا أقبل المعلومات فقط مقابل ضمان أمن ووبل». 
شكر كورابيكا زانغ لي على حرصه واهتمامه، وتأمل في مدى الفائدة الكبيرة التي جناها من وجوده تحت حماية زانغ لي مقابل تبادل المعلومات المتعلقة بالنين والصراع على الخلافة، رغم المخاطر الكبيرة المصاحبة لذلك. يُعتبر زانغ لي واحدًا من ثلاثة أمراء دعموا عائلة مافيا، ويُشكل أكثر من مئتي عضو من المافيا على الطوابق السفلى قوة ردع ضد الأمراء الأعلى رتبة. يلاحظ كورابيكا أهمية التوازن بين قوى زانغ لي، تسريدنيتش، ولوزوروس، محذرًا من أن تغير هذا التوازن بشكل كبير قد يُحدث تحولات دراماتيكية في الصراع.
في حالة انهيار توازن قوى المافيا، قد يجد بنيامين مبررًا لفرض القانون العسكري ووضع جميع الأمراء تحت الإقامة الجبرية بذريعة الحماية، مما يمنحه حرية التصرف الكاملة. وبما أن التوازن بين عائلات المافيا والأمراء المرتبطين بها مستقر نسبيًا، فإن اندلاع حرب من المرجح أن يؤدي إلى اغتيال أحد الأمراء، وإذا فسرت وفاته على أنها عملية اغتيال من قبل المافيا، فإن الحرب الناتجة بين العائلات قد تؤدي إلى فرض القانون العسكري.
يخشى كورابيكا أن يختار بنيامين استهداف أحد أمراء المافيا الثلاثة لخلق هذه الأزمة، وربما يصل الأمر إلى قتل ووبل رغم وجود زانغ لي معها، وذلك لتأكيد قسوة المافيا وتحميلها المسؤولية. 
يفكر كورابيكا في البقاء في الغرفة 1014، حيث يشكل حراس كل أمير رقابة متبادلة على الآخرين، لكنه يشعر بالقلق من وجود الأفاعي وخطورة المؤامرات التي قد يحيكها كل أمير. يبقى الاختيار في نهاية الأمر معتمداً على حدسه، لكنه يدرك أن الوضع هشّ وخطير في كلتا الحالتين. 
في غرفة 1014، يُبلغ كورابيكا حراس الأمراء الآخرين المتواجدين هناك بأن الجولة الثانية من دروس النين ستبدأ في صباح اليوم التالي عند الساعة التاسعة. يتحدث أولًا إلى بابيمينا، ويعلمه أن طريقة الدروس ستكون مشابهة للجولة السابقة، مع انضمام حراس كاميلا هذه المرة. يؤكد بابيمينا لكورابيكا أنه هو وفوريكوف سيظلان ممثلين عن بنيامين، ثم يسأل كورابيكا ساكاتا وهاشيتو عن أسباب محتملة قد دفعت كاميلا إلى تغيير قرارها بإرسال ممثلين. يقترح ساكاتا أن يكون ذلك للتحقق من صحة مزاعم كورابيكا، وأنه نظرًا لمعرفة ما حدث في الجولة الأولى من الدروس، فلا بد من وجود فائدة لطرف كاميلا. يشير هاشيتو إلى أن هناك أسبابًا عدة قد تكون ممكنة.
يراقب بابيمينا الحوار ويفكر في أن أتباع كاميلا يستخدمون لعَنات خاصة بهم، ويتساءل إن كانت قدرات نين، وهل كانت تستهدف ووبل بالفعل. وبما أن كاميلا اختارت إرسال ممثل واحد فقط، يستنتج كورابيكا أن لديهم عزيمة قوية، ويخمّن من خلال شخصية كاميلا أنهم ينوون هدفًا آخر غير التعلم. كما يتأمل في أن رسالة ميلودي إليه لم تذكر كاميلا، ويتساءل إذا ما كان لدى كاميلا سر دفعها للتصرف بهذه الطريقة. 
أخبر كورابيكا بيل بضرورة إبقاء حراس كاميلا بعيدين عن ووبل قدر الإمكان، مؤكدًا أنهما سيتقاسمان الأدوار الصعبة معًا. ثم أوجه كلامه إلى شيماونو[ملاحظة 2] ليبقى بالقرب من الملكة والأمير، مؤجلًا الأعمال المنزلية إلى وقت لاحق. يتذكر كورابيكا العقد الذي أبرمه مع زانغ لي، ويضع في حسبانه أهمية توخي الحذر في تعامله. 

## اسلحة ومعدات كورابيكا
- عصا التدريب الخشبية (Bokken)

خلال اختبار الصيادين، استخدم كورابيكا زوجاً من عصي التدريب الخشبية (Bokken) بحجم واكِزاشي (سيوف قصيرة يابانية) كسلاحه الأساسي. كانت مقابض العصوين ملفوفة بضمادات ومتصلة بخيط، مما يسمح له باستخدامهما على غرار الننشاكو. في نسخة الأنمي لعام 1999، كُشف لاحقًا أن هذين السلاحين هما في الواقع سيفان مغلفان بغمد خشبي. 
- السكاكين (Knives)

خلال اختبار الصيادين، كان كورابيكا يحمل ثلاث سكاكين على الأقل مخبأة تحت سترته. ومع ذلك، أشار مايتاني خلال مواجهته مع كورابيكا إلى أنه لا يبدو أنه يعتمد كثيرًا على هذه السكاكين كأسلحته الأساسية. 
- الشوريكن (Shuriken)

خلال امتحان الصيادين، كان كورابيكا يحمل على الأقل شوريكنين مخبأين تحت سترته. وكحال سكاكينه، كانت هذه الأسلحة بمثابة احتياطات إضافية تساعده في حالات الطوارئ. 
- المسدس (Handgun)

بعد توظيفه من قبل أوتو، بدأ كورابيكا بحمل مسدس أسود. حتى الآن، استخدمه فقط لأغراض الترهيب وعدم الاشتباك المباشر. 

## القدرات والقوى
يمتلك كورابيكا جميع الامتيازات الممنوحة لحاملي رخصة الصياد. وبصفته أحد أعضاء الزودياك، فإن سلطته داخل جمعية الصيادين لا يفوقها سوى سلطة الرئيسة نفسها. وباعتباره اليد اليمنى لليت نوستراد، فقد كان يتمتع بنفوذ واسع داخل العشيرة، وهو الآن القائد الفعلي للمنظمة الجديدة التابعة لليت. تتعاظم قوى كورابيكا بشكل ملحوظ مع تقدم أحداث السلسلة. وكان هيسوكا أول من أبدى اهتمامًا به، حيث وصفه بأنه أحد "الثمار غير الناضجة" ذات الإمكانات الهائلة خلال امتحان الصيادين. 
على الرغم من أن كورابيكا كان في البداية أضعف من كيلوا، إلا أنه بحلول أحداث أرك يوركشينيو أصبح أقوى منه بفضل استيقاظه وتطوره في استخدام النين. يُعد كورابيكا أيضًا من القلائل الذين تمكنوا من قتل أحد أفراد فرقة الشبح سيئة السمعة، إلى جانب كلٍّ من هيسوكا وسيلفا زولديك، وقد قتل عضوًا بارزًا ذا قوة كبيرة. 
```
 يتميّز كورابيكا بذكاء استثنائي وقوة قتالية عالية وإرادة فولاذية نابعة من رغبته في الانتقام. كما يتمتع بقدرة كبيرة على التكيّف، إذ شوهد يستخدم أسلحة مختلفة. في مواجهته مع أُفوغين، استخدم سلاسله القتالية في القتال عن بُعد وفي الاشتباك القريب.  
[
55
]
```

على الرغم من أن كورابيكا يحافظ عادةً على هدوئه ورباطة جأشه، إلا أنه يفقد السيطرة على أعصابه في كثير من الأحيان عندما يُذكر فرقة الأشباح أو عشيرته، مما يدفعه أحيانًا إلى التصرف بعنف.
- العيون القرمزية (Scarlet Eyes)

تُعد عيون كوروتا القرمزية (باليابانية: 緋の眼 أو Hi no Me) سمة مميزة وفريدة لأفراد عشيرة كورتا، حيث تكون قزحيات أعينهم عادة بنية اللون، لكنها تتوهج باللون الأحمر القرمزي اللامع عند تعرضهم لانفعال عاطفي شديد. وإذا توفي أحد أفراد العشيرة في هذه الحالة، تبقى عيونه متوهجة بالقرمزي بشكل دائم بعد الوفاة.  وتُعرف هذه العيون، خاصة عندما تُعامل كأغراض أو قطع، باسم "كرات عيون كورتا" (クルタ族の眼球، Kuruta-zoku no Gankyū). وباستثناء عيون كورابيكا، يُعتقد أن هناك فقط 36 زوجًا منها موجودة. تُعتبر العيون القرمزية من أجمل الألوان في العالم، ولذلك يعاملها الكثيرون كجواهر نادرة.بعد مذبحة عشيرة كوروتا على يد عصابة العناكب، بقي كورابيكا الناجي الوحيد من عشيرته.
عندما يشعر أحد أفراد عشيرة كوروتا بالغضب الشديد، تتحول عيناه إلى اللون الأحمر القرمزي اللامع، ويصاحب هذا التحول زيادة كبيرة في القوة الجسدية. وقد أظهر كورابيكا، حتى في صغره، قدرة على التفوق في السرعة والقوة على ثلاثة بالغين والتغلب عليهم بسهولة أثناء هذا التحول. 
مع ذلك، أقر كورابيكا بأن تحوّل عينيه إلى اللون القرمزي يجعله يفقد السيطرة على نفسه ويتصرف بغريزية دون تفكير عقلاني، وهي حالة تتكرر أيضًا كلما رأى رمز العنكبوت، المرتبط بعصابة العناكب التي قتلت عشيرته.
ويؤدي الإفراط في استخدام عيونه القرمزية إلى آثار صحية خطيرة، إذ تسبّب له الحمى والإعياء الشديد، واستمرّت حالته لأكثر من يوم دون أن تنجح قدرات "ميلودي" العلاجية في تخفيض درجة حرارته. 
تبلغ قدرة كورابيكا الحالية على استخدام عينيه القرمزيتين نحو ثلاث ساعات، وبعدها تبدأ آثار الألم والإرهاق بالازدياد إلى درجة يفقد معها وعيه.  
ويشير كورابيكا إلى أن التحمل الحالي لاستخدام عينيه القرمزيتين يبلغ حوالي ثلاث ساعات، لكنه يتوقع أن الاستخدام المتكرر لفترات طويلة أو الاستخدام الناتج عن سرقة قدرات قوية قد يؤدي إلى الوصول إلى هذا الحد بسرعة أكبر. 
في مرحلةٍ من تدريبه على النين، تمكّن كورابيكا من تفعيل عينيه القرمزيتين بإرادته، كما اكتسب قدرة أفضل على التحكم في انفعالاته. 
ترتبط حالة العيون القرمزية ارتباطًا مباشرًا بتقنية "إمبراطور الوقت" وسلاسله، حيث لا يُعدّ تفعيل «إمبراطور الوقت» تقنية منفصلة بقدر ما هو حالة نينية متكاملة مع هذا التحول. عند ظهور العيون القرمزية، ينتقل تصنيف نينه إلى فئة الأخصائي ويصبح قادرًا على استعمال جميع أصناف النين بكفاءة كاملة (100%)، مما يمنحه إمكانية تحويل سلاسله من أدوات متخصصة إلى امتدادات مرنة قابلة للتطبيق عبر فئات نين متعددة دون فقدان الفعالية. وبهذا، يمكنه تكييف السلاسل لتؤدي وظائف متنوعة مثل الضبط والتحكم أو التحسين البدني أو الإرسال أو التشكيل أو القياس، وفق الحاجة التكتيكية.
يرافق تفعيل الحالة فعلٌ واضح (كشف العيون القرمزية، نزع العدسات) ما يمنح المشهد طابعًا صوريًا مهيبًا، بينما تضفي الخلفية العاطفية والهوية القروية لعشيرة كوروتا بعدًا نفسيًا وأخلاقيًا يجعل هذه القدرة تُستعمل فقط في المواجهات ذات المغزى الكبير، حيث تتحول السلاسل إلى تجسيد حيّ لثأر وذاكرة جماعية، وتبقى العلاقة بين الحالة والسلاسل علاقة تكامل وظيفي يضمن أقصى شمولية وفعالية في أرض المعركة. 
- السمع المتقدّم

```
يمتلك كورابيكا حاسّة سمع متطوّرة تفوق المعدّل الطبيعي للبشر، مما يمكّنه من التقاط الأصوات الدقيقة التي قد تكشف له معلومات مهمّة أو خفيّة.  
[
5
]
 ويمتلك قدرة على التقاط المحادثات التي قد لا يلاحظها الآخرون، بفضل حاسة السمع المتقدمة لديه. 
[
16
]
```

- إدراك فوق العادة

```
أظهر كورابيكا إدراكًا حادًا حتى قبل تعلمه "النين"، إذ كان من القلائل في امتحان الصيادين الذين انتبهوا إلى أنهم تحت المراقبة خلال المرحلة الثالثة. كما برهن على حدس متقدم خلال لقائه الأول بإيزونافي، حيث تفادى حبة بلوط مشبعة بالنين رغم جهله بهذا المفهوم آنذاك، لإدراكه الفوري أن إصابته بها كانت ستشكّل خطرًا قاتلًا.  
[
121
]
```

- سرعة وردّات فعل هائلة

```
أظهر كورابيكا سرعة فائقة ومهارة عالية في المراوغة، حيث تمكّن من توجيه ضربات متتالية لأوفوجين قبل أن يتمكن من الرد، بل وتمكّن من الاختفاء عن نظره في ساحة خالية من أي موضع للاختباء عبر قفزة واحدة.  
[
55
]
 ايضاً يمتلك كورابيكا سرعة ودقة عالية تُمكّنه من صدّ أو التقاط الرصاص باستخدام أحد سلاسله. 
[
42
]
 ايضاً يمتلك كورابيكا سرعة استجابة عالية تُمكنه من تقييد هدف باستخدام سلسلته خلال نصف ثانية من مسافة معقولة. 
[
122
]
  وتمكّنه سرعته من تقييد الهدف في غضون 0.2 إلى 0.3 ثانية فقط، حتى من على مسافة بضعة أمتار.  
[
73
]
```

- قوة معززة

بعد تدريبه في منزل زيبرو، تمكن كورابيكا من فتح الباب الأول لباب الاختبار الذي يبلغ وزنه الإجمالي 4 أطنان. تزداد قوته عندما تتحول عيناه إلى اللون القرمزي.  بعد تعلمه للنين، أصبحت ضربات كورابيكا أشد تدميرًا، حتى أنه تمكن من إيلام أوفوغين وإلحاق الضرر به، رغم أن جسده كان غير متأثر بالرصاص. 
- قوة تحمُّل فائقة

بسبب الكراهية العميقة التي يكنها للعصابة وعزمه القاطع على تحقيق النصر في المواجهة، بدا كورابيكا غير متأثر تقريبًا عندما قام أُفوغين بكسر ذراعه. هذه الإرادة الصلبة مكنته من الاستمرار في القتال رغم الألم الشديد، مما يعكس قوته الذهنية وقدرته على التحمل في مواجهة الخصوم الأقوياء. 
- ذكاء من مستوى عبقري

كورابيكا هو من أذكى الشخصيات في السلسلة. لهذا السبب، تم تعيينه قائدًا لحراس نيون بعد وفاة دالزولين. 
تفوق كورابيكا في الذكاء الاستراتيجي مكنه من مجابهة خصوم بمستوى كرولو لوسيلفير، من خلال خطط محكمة نادرًا ما تفشل. يمتلك معرفة واسعة في مجالات متعددة تشمل علم النفس، والتاريخ، والعلوم الجنائية، والثقافات المختلفة، وهو أمر أذهل أقرانه في صغره. مدفوعًا بشغف لا ينضب للتعلم، يستوعب المعلومات بسرعة ويحفظها بدقة عالية. وتتميز مهاراته التحليلية بحدة كبيرة لدرجة أن شائعات انتشرت بين قتلة موهير بأنه قادر على قراءة الأفكار. 
وقد استطاع كورابيكا، خلال عملية البحث عن الأمير هالكينبورغ في سجل حرّاس إمبراطورية كاكن، أن يعتمد على مؤشرات غامضة للغاية ليُحدد من يعتقد أنه هو الأمير الحقيقي، وهو ما أثار إعجاب الأميرة أويتو التي أثنت على حدة ملاحظته ودقته في التحليل. 
- خبير استراتيجي بارع

شُهِد لكورابيكا بقدرةٍ فائقة على ابتكار خطط محكمة حتى في قلب المعارك، إذ يُحسن استغلال نقاط ضعف خصومه إلى أقصى حد. ويُعدّ حدسه الحاد مكافئًا لتفكيره المنطقي واستعداداته الدقيقة. ومع أنه يستطيع الحفاظ على رباطة جأشه في المواقف الحرجة، إلا أنه يُعاني من التزام خططه عندما يتعلّق الأمر بفرقة الشبح؛ إذ قد يفقد السيطرة على نفسه ويُعرّض حياته وحياة رفاقه للخطر.
على متن "الحوت الأسود"، أظهر كورابيكا تماسكًا يفوق ما كان عليه في السابق، وأبدع في أعقد إنجازٍ استراتيجي له حتى الآن، حين أصبح حجر الزاوية في حالة جمود، أو على الأقل عقبة كبيرة، في صراع الخلافة الملكية. وقد حقق ذلك من خلال سلسلة لا متناهية من المناورات الارتجالية، التي مزج فيها بين الحقيقة والكذب، والسرية والمعلومات المكشوفة عمدًا.  شكّل إعلان كورابيكا عن وجود "النين" وفئاته نقطة تحوّل حاسمة في صراع الخلافة، إذ عمّق حالة الجمود التي صنعها بتكتيكاته المتواصلة، وأسهم في ترجيح كفة الأمراء الأدنى ترتيبًا في فرص النجاة.   
- مقاتل بارع في القتال اليدوي

استطاع كورابيكا توجيه عدة ضربات ولكمات ناجحة إلى مقاتل متخصص في القتال غير المسلح مثل أوفوغين، دون أن يتعرض لأضرار تُذكر. 
- خبير ماهر في استخدام الأسلحة

قبل تعلّمه تقنية النين، كان كورابيكا يستخدم زوجًا من سيوف البوكّن (Bokken) المرتبطة بخيط، والتي كان بإمكانه أيضًا التحكم بها كأنها ننتشاكو (nunchaku). وفي نسخة الأنمي لعام 1999، تبيّن أن هذه العصيان الخشبية كانت في الواقع سيفين مغلفين بغمد. أظهر كورابيكا مهارة عالية في استخدام هذه الأسلحة، حيث استخدمها بفاعلية في مواجهته مع هيسوكا. أثناء عمله كحارس شخصي لنيون، كان يحمل معه سكينًا، لكنه استخدمه بشكل أساسي لأغراض التخويف.
أما السلاح الذي تخصص فيه كورابيكا حاليًا فهو السلاسل التي اتقن استخدامها في المعارك خلال فترة قصيرة نسبيًا. يتمتع بمهارة فائقة في التحكم بها حتى أصبحت كامتداد طبيعي لأطرافه، حيث يمكنه بها إمساك الأهداف والتشابك معها من مسافة تصل إلى حوالي 30 مترًا وفي زمن لا يتجاوز ثانية واحدة.  السلاسل تناسب الأغراض الهجومية والدفاعية على حد سواء، وغالبًا ما يستخدم كورابيكا سلسلة "داوزينغ" لهذا الغرض. 
السلاسل مناسبة للأغراض الهجومية والدفاعية، إضافة إلى قدرتها على شلّ حركة الخصم (مثل سلسلة السجن). 
- ثنائي اللغة

كورابيكا يتحدث اللغة الأم لقبيلته الكورتا، لكنه أيضًا اكتسب إتقانًا تامًا للغة المستخدمة على نطاق واسع في العالم. 
- خبير في التواصل غير العنيف

كورابيكا، حتى دون استخدام سلسلته، يمتلك قدرة عالية على كشف الكذب من خلال مراقبة عيون المتحدث. أظهر ذلك عندما استفسر عن دوافع ميلودي لتصبح حارسة شخصية؛ إذ لم يدرك فقط صدق إجاباتها، بل لاحظ أيضًا أنها تخفي تفاصيل هامة.  أثناء محاولته الكشف عن الخائن ضمن مجموعة "زودياك"، تمكّن كورابيكا من تحديد سايّو بدقة، وذلك من خلال ملاحظته لتعبيرات جسده فقط، مما يدل على براعته العالية في قراءة التواصل غير اللفظي. 
- النين

كورابيكا هو مستخدم نين من فئة المنشئ (Conjurer)، حيث يستطيع خلق أشياء من العدم بحسب خياله، ولكنه يتحول إلى فئة المتخصص (Specialist) عندما تتحول عيناه إلى اللون القرمزي.  تعلّم كورابيكا تقنية النين في وقت قصير جداً، ويُعتبر من المستخدمين الماهرين جداً. من حيث المعرفة النظرية، يستطيع تصنيف المتدربين على النين بناءً على قدراتهم واستعداداتهم، مما يعكس عمق فهمه ومهارته في هذا الفن.  كورابيكا خبير في آليات استخدام نوعي النين "القيود" و"التحكم"، مما يمنحه قدرة متقدمة على توظيف قدراته حسب القوانين التي يفرضها على نفسه. 
كورابيكا يمتلك قدرات نين تجمع بين عناصر الانبعاث والتلاعب، مما يمنحه تحكمًا متقدمًا في طاقته النين بشكل يمكنه من تنفيذ هجمات دقيقة والتحكم في أدواته ومهاراته بشكل فعّال. وكذلك التعزيز (Enhancement).  بالإضافة إلى ذلك، فقد أظهر براعة في التحويل (Transmutation).  يُعد كورابيكا مستخدمًا متكاملًا للنين، وقد أثبت قدرته على الوصول إلى جميع الفئات الستّ للنين، وهو أمر نادر الحدوث. السلاح الذي يستحضره عبارة عن خمس سلاسل فريدة، تمتدّ من كل إصبع في يده اليمنى. وقد صُمِّمت بعض هذه السلاسل خصيصًا لتنفيذ انتقامه من فرقة الشبح. 
قام كورابيكا بفرض قيود صارمة على استخدام سلاسله لزيادة فعاليتها ضد العناكب، وهي خطوة مكّنته من تعزيز قوة "نين" الخاصة به عند التعامل معهم تحديدًا. 
بما أن سلاسل كورابيكا تتجسد ماديًا، فإنه يمتلك القدرة على التحكم بشكل جزئي في أبعادها، مثل حجمها وطولها، بما يتناسب مع متطلبات القتال أو المهمة التي يؤديها. 
ايضاً يستطيع كورابيكا إخفاء سلسلته باستخدام تقنية "إن" (In) ليُقيّد خصمه دون أن يشعر به حتى يحين الوقت المناسب. كما يمتلك مهارة عالية في فروع أخرى من تقنيات النين، مثل "شو" (Shu)، مما يعزز قدراته القتالية ويمنحه تنوعًا في استخدام طاقته. 
عند دمج تقنية "شوتو" (Shu) مع حالة "الوقت الإمبراطوري" (Emperor Time)، تكتسب سلاسل كورابيكا قوة كبيرة تمكنها من تحطيم الصخور، بالإضافة إلى إتقان استخدام "غيو" (Gyo) لتعزيز حواسه خلال المعارك. 
بلغ كورابيكا مستوى متقدماً من المهارة يسمح له بالبقاء في حالة "تين" (Ten) دون الحاجة إلى تركيز واعٍ. 
باستخدام قيد يهدد حياته الخاصة، حصلت قدراته على تعزيز كبير.  
يُعدّ أحد سلاسل كورابيكا قويًّا إلى حدٍّ جعل يوفوغين، وهو مقاتل متمرّس، يظنّ أنها سلسلة حقيقية يجري التحكّم بها، لا أداة مُتجسدة عبر النين، مما يدل على واقعية مادتها وقوّتها الاستثنائية. 
تُعزى قدرة كورابيكا على مجاراة خصم من فئة التعزيز مثل أوفوغين إلى عدة عوامل مترابطة، أبرزها: القيود الصارمة التي فرضها على نفسه، والتحسين الكبير في مستوى مهاراته الناتج عن تحوّله إلى فئة "التخصّص" خلال تفعيل "زمن الإمبراطور"، إضافةً إلى الزيادة الملحوظة في الهالة الناتجة عن ظهور "العين القرمزية". هذه العناصر مجتمعة مكّنته من تضييق الفجوة في القوة البدنية والتقنية بينه وبين خصومه من فئة التعزيز. 
```
يُؤثّر الاستخدام المتكرر لعيونه القرمزية بالتزامن مع تقنيات النين سلبًا على حالته الجسدية والنفسية، إذ يُلحق به إرهاقًا شديدًا في كل مرة يُفعّل فيها هذه القدرات. 
[
56
]
```

أدى الاستخدام المتكرر لعينيه القرمزيتين بالتزامن مع تقنيات النين إلى إنهاك جسدي وعقلي شديد، تسبب له بحمى حادة أقعدته عن الحركة لعدة أيام، ولم تفلح أنغام ناي ميلودي العلاجية في تخفيفها، وذلك بعد وفاة باكونودا. 
| اسم القدرة                                                      | وصف القدرة |
| --------------------------------------------------------------- | --- |
| سلسلة السرقة (Steal Chain) (癒す親指の鎖ホーリーチェーン)       | سلسلة السرقة هي سلسلة مزودة بنهاية على شكل إبرة، وعند اختراقها جسم الهدف تقوم بسحب هالته وسرقة إحدى قدراته في النين. خلال سحب الهالة، يدخل الهدف في حالة تشبه الزيتسو، مما يمنعه من استخدام القدرة المسروقة حتى تُعاد إليه. لا يشترط على كورابيكا سوى اختراق الهدف بالإبرة لسرقة القدرة، وقد تمكن حتى الآن من سرقة قدرتين، إحداهما بعد معرفة نوع النين الخاص بالمالك وشرح آلية عملها.كما يُمكن لكورابيكا الاحتفاظ بالقدرة المسروقة حتى في حال وفاة مالكها الأصلي، ولا يُشترط توفر معرفة مسبقة بتفاصيل القدرة لاستخدامها، إذ تمكّن من سرقة قدرة أخرى دون أي معلومات سابقة عنها. |
| سلسلة الدولفين المتخفي (Stealth Dolphin) (奪う人差し指の鎖)     | عند تفعيل "زمن الإمبراطور" (Emperor Time)، يستطيع كورابيكا استحضار وحش نين يشبه الدلفين، يحتوي على محقن في كل من زعنفيه الصدريين، وهو مرئي ومسموع له فقط. يعمل هذا الكائن على "تجهيز" القدرة المسروقة وتحليلها، ويقوم بإبلاغ كورابيكا باسم القدرة، وظائفها، وشروط تفعيلها. بعد ذلك، يتمكن كورابيكا من استخدام القدرة لنفسه.كما يمكن لكورابيكا أن يُعير القدرة المسروقة لشخص آخر، سواء كان مستخدم نين أو لا، وذلك من خلال استخدام إبرة سلسلة السرقة لحقن القدرة فيه. عند إعارة القدرة، تظهر أداة استماع في أذن المستلم تمكّنه من رؤية الدولفين والتواصل معه عبر التخاطر. يتولّى الدولفين إرشاد المستلم وتقديم النصائح بشأن كيفية استخدام القدرة.يُمكن للوحش المتجسّد في هيئة دولفين، بعد إعارة القدرة المسروقة إلى شخص آخر (حتى وإن لم يكن مستخدمًا للنين)، تنفيذ الأوامر المتعلّقة باستخدام تلك القدرة بنفسه، إذا طلب منه ذلك مُتلقي الإعارة.عند تفعيل كورابيكا أو الشخص الذي أُعيرت إليه القدرة المسروقة لها، تُستخدم الهالة التي انتُزعت من صاحب القدرة الأصلي عبر سلسلة السرقة لتغذيتها، مما يضمن استخدامها بالقوة الأصلية ذاتها. من الآثار الجانبية لـ "دولفين التخفي" أنه عندما يُستخدم على شخص غير مستخدم للنين، فإنه يمنحه القدرة على رؤية الهالة.يُعتبر أحد الآثار الجانبية لاستخدام قدرة "دولفين التخفي" هو تمكين غير مستخدمي النين من رؤية الأورا، وبعد تفعيل القدرة المعارة لهم، تُفتح جميع نقاط الأورا لديهم بشكل شبه قسري، مما يجعلهم في الأساس مستخدمين للنين، مع ضرورة تلقي التدريب المناسب للتحكم في تدفق الأورا الخاص بهم ومنع تسربها.عندما يقوم كورابيكا بتجهيز الدلفين المتخفي بقدرة مسروقة وينقلها إلى شخص آخر، يمكنه استخدام سلسلة السرقة مرة أخرى لسرقة قدرة أخرى. ولا يسمح له نقل القدرة بالخروج من حالة الوقت الإمبراطوري حتى يتمكن من إلغاء استدعاء الدلفين، وهو أمر لا يمكن تحقيقه إلا إذا لم يكن الدلفين يحمل أي قدرة. ليس من الضروري لكورابيكا تحميل الدلفين المتخفي بقدرة، ولكن إذا فعل ذلك، فإنه لا يستطيع إلغاء استدعائه حتى يتم استخدام القدرة المحملة مرة واحدة على الأقل، حتى لو كانت لغرض التحليل فقط.بكل الأحوال، يمكن استخدام القدرة المسروقة مرة واحدة فقط، بعدها تعود تلقائيًا إلى مالكها الأصلي. ومن العيوب المرتبطة بذلك أن حالة "الوقت الإمبراطوري" تبقى فعالة طالما لم تُعاد جميع القدرات المسروقة. كما يقوم الدولفين المخفي بتنبيه كورابيكا بشكل منتظم حول مدة استمرار حالة "الوقت الإمبراطوري"، إلا إذا تم وضعه في وضع الاستعداد، حينها يمكن إخفاؤه.في حالة إغماء كورابيكا أثناء استخدام شخص آخر لقدرة قام بإعارتها له، فإن ذلك الشخص سيفقد وعيه أيضًا، مما يعكس ارتباطًا وثيقًا بين مستخدم القدرة والمستعير لها من حيث التأثير الجسدي. |
| السلسلة المقدسة (Holy Chain) (癒す親指の鎖ホーリーチェーン )    | تعتمد هذه السلسلة على طاقة النين التعزيزية لتسريع عملية الشفاء، وتزداد فاعليتها بشكل كبير عندما يكون كورابيكا في طور التخصص، حيث تتمكن من معالجة الإصابات الخطيرة، ككسور العظام، خلال ثوانٍ معدودة، مما يجعلها وسيلة فعالة للعلاج الفوري في المواقف الحرجة. |
| سلسلة التوجيه (Dowsing Chain) (導く薬指の鎖ダウジングチェーン ) | سلسلة تنتهي بجسم كروي صغير، يعتمد عليها كورابيكا بشكل متكرر في القتال، وتُستخدم لأغراض هجومية ودفاعية. تعتمد هذه السلسلة في وظيفتها الأساسية على تقنية "التحري بالبندول"، إذ يتحرك الجزء الكروي منها وفقًا لهدف كورابيكا التحقيقي في اللحظة المعينة. ولهذا، تُعد أداة فعّالة في عمليات التحقيق، حيث يمكن استخدامها لتحديد موقع الأشخاص المفقودين عبر توجيهها نحوهم. تُستخدم هذه السلسلة أيضًا لتحديد ما إذا كان الشخص يكذب، إذْ تبدأ الكرة في التأرجح ذهابًا وإيابًا عندما يرصد كورابيكا الكذب، مما يجعلها أداة فعالة في التحقيق والاستجواب.تُظهر قدرة السلسلة فاعلية أكبر عند استخدامها في إطار جماعي، حيث تتحسن النتائج بشكل ملحوظ إذا أجاب الأشخاص المستجوبون بالتتابع واحدًا تلو الآخر.في الظروف العادية، يجب أن يكون كورابيكا مواجهًا مباشرةً للهدف لكي تكون قدرة كشف الكذب فعالة، إلا أنه عند تفعيل وضع "الوقت الإمبراطوري" يمكنه استخدام هذه القدرة عبر تسجيلات الفيديو، بشرط أن يكون قد التقى بالشخص مسبقًا. يجهل كورابيكا بالضبط كيف تعمل هذه القدرة، لكنه يفترض أنه من خلال نقل السلسلة وتركيزه الشديد يستطيع بشكل لا واعٍ التعرف على إشارات خفية تدل على الكذب. |
| سلسة الوقت الإمبراطوري (Emperor Time) (絶対時間)                | عند تحول عيني كورابيكا إلى اللون القرمزي، ينتقل من مصنف الاستحضار إلى مصنف التخصص. تتيح له هذه الحالة استغلال جميع أنواع النين بكفاءة كاملة تبلغ 100% (بالنسبة لمستخدم الاستحضار)، مما يعزز قدراته بشكل ملحوظ في مختلف فروع النين.خلال فترة "الوقت الإمبراطوري"، يشرح كورابيكا الأمر من خلال مفاهيم "المستوى" و"القوة" و"الدقة"، حيث تبقى مستويات مهارته في فئات النين المختلفة ثابتة، بينما ترتفع قوته ودقته في كل فئة إلى 100%. فعلى سبيل المثال، إذا كان مستوى كورابيكا في الاستحضار 10، ومستواه في الانبعاث، وهو النوع المعاكس، لا يتجاوز 4، فإن قوته ودقته في أي قدرة تعتمد على الانبعاث ترتفع من 40% إلى 100%، مما يجعله متكافئًا مع مستخدم نين من المستوى 4 في الانبعاث.على اية حال يعاني كورابيكا من ثمن باهظ عند استخدام هذه الحالة، إذ إن كل ثانية يقضيها فيها تقصر من عمره بمقدار ساعة واحدة. |
| سلسلة الحكم (Judgment Chain) (律する小指の鎖)                   | تعتمد هذه السلسلة، المعروفة باليابانية باسم "律する小指の鎖"، على شفرة موجودة في نهايتها تدخل إلى جسد الهدف وتلتف حول قلبه. يقوم كورابيكا بفرض قاعدة ملزمة على الهدف، فإذا خالفها، تخترق الشفرة قلبه مسببة وفاته فورًا. كما أن كورابيكا نفسه يحمل شفرة مماثلة حول قلبه استخدمها لتحديد قيود استخدام سلسلة السجن.يحمل كورابيكا شفرة حول قلبه، استخدمها لفرض قيود صارمة على استخدام قدرة سلسلة السجن (Chain Jail)، مما يجعلها فعّالة فقط ضد أفراد عصابة العنكبوت، ويُعرّض نفسه للموت فورًا في حال خرق هذا القيد.يمتلك كورابيكا القدرة على إصدار أمرين على الأقل بواسطة كل وتد من "أوتاد القصاص" (Imashime no Kusabi).يمكنه إزالة السلسلة بإرادته متى شاء. كما يُظهر ثقةً تامة بأنه سيكون على علم في حال قام أحد أفراد العناكب بإزالة السلسلة.نظرًا لانخفاض توافق كورابيكا مع نوعي نين الإرسال (Emission) والتحكم (Manipulation)، فإن استخدامه لقدرة سلسلة الحكم (Judgment Chain) مقصور على وضع زمن الإمبراطور (Emperor Time)، الذي يتيح له الوصول الكامل إلى جميع أنواع النين بنسبة 100٪. |
| سلسلة السجن (Chain Jail) (束縛する中指の鎖)                     | سلسلة السجن (Chain Jail) هي سلسلة قوية جداً مزودة بخطاف في نهايتها، وهدفها الأساسي أسر أعضاء عصابة العنكبوت (Phantom Troupe) وحرمانهم من حريتهم.تعمل سلسلة السجن على دفع الأسرى إلى حالة الزيتسو، التي تُغلق فيها هالتهم بالكامل وتمنعهم من استخدام قدرات النين. نتيجة لذلك، لا يمكن الفرار من هذه السلسلة إلا باستخدام القوة العنيفة، وحتى أقوى أعضاء عصابة العنكبوت جسديًا مثل أوفوغين لم يستطع التحرر منها.تعتمد سرعة استحضار السلسلة على مهارة عالية تمكن كورابيكا من تقييد هدف بعيد تمامًا خلال نصف ثانية فقط.كورابيكا فرض قيداً على استخدام سلسلة السجن بحيث لا يُسمح باستخدامها إلا ضد أعضاء عصابة العنكبوت فقط، مع شرط صارم بأن مخالفة هذا القيد تؤدي إلى موته. |

- القدرات المسروقة سابقًا

اولاً: العين الصغيرة
هي إحدى القدرات المسروقة التي حصل عليها كورابيكا من سايرد عبر سلسلة إصبعه السبابة ،  ثم سلّمها إلى أويتو في وقت لاحق ،  القدرة تُمكِّن المستخدم من إطلاق كرة من الهالة نحو حشرة أو أي كائن حي صغير، مما يؤدي إلى أسره والتحكم به. أكبر كائن يمكن للمستخدم السيطرة عليه يساوي تقريبًا حجم الهامستر. يحصل المستخدم على المعرفة بكل ما تراه أو تسمعه الكائنات المُتحكم بها، مما يجعل القدرة مفيدة للغاية عند استخدامها على الذباب أو البعوض. ومع ذلك، وبسبب كثرة أعدائها الطبيعيين، تموت هذه الحشرات غالبًا أثناء خضوعها لتأثير القدرة. كما أن الحيوانات الأسرع قد يصعب الإمساك بها. ولا يمكن استخدام هذه القدرة على الكائنات الحية المُجسدة بواسطة الهالة. يحافظ الحيوان المُتحكم به على قدرة المستخدم في رؤية الهالة. ويبدو أن هذه القدرة تستهلك قدرًا ضئيلًا جدًا من الهالة، حيث إن شخصًا لم يكن مستخدمًا للنين في الأصل استطاع المحافظة عليها لمدة ساعة دون ظهور أي علامات إرهاق. بالإضافة إلى ذلك، لا تنقطع القدرة إذا فقد المستخدم وعيه، وقد أعيدت إلى سايرد بعد استخدامها مرة واحدة.
ثانياً:دفقة هوائية
قدرة استولى عليها كورابيكا من فينسنت باستخدام سلسلة الإصبع السبابة. المعلومات عنها قليلة، ويُعتقد أن المستخدم الأصلي حاول تفعيلها عبر كفه الأيسر لكسر دفاع مستخدم نين كان قادراً على صد الرصاص بهالته. يبدو أن هذه القدرة لا تتطلب اتصالاً مباشراً مع الهدف لتعمل.
ثالثاً:قدرة نين
```
هي قدرة سرقها كورابيكا من بيل بموافقته، باستخدام سلسلة إصبعه الأوسط. استخدم كورابيكا هذه القدرة لنقل نين بيل إلى أفراد آخرين لإيقاظ قدراتهم خلال طقس استقراء الماء. تُسرّع القدرة نمو الكائنات الحية بشكل كبير عندما يُقرب المستخدم راحتي يديه منها. أنبت بيل بذرة داخل كأس ماء خلال لحظات باستخدامها. وذكر لبيل أن بإمكانه استخدام  القدرة على البشر لتحسين قدراتهم في النين، غير أن تأثيرها يكون ضعيفًا على غير المهرة أو غير المدربين. 
[
110
]
```

## اقتباسات
| كورابيكا | إلى ليوريو: "لقد سُرقت أعينهم من كل جثة. جميعهم... قُتلوا من أجل ما تُنتجهُ الموتى. لذا أقسمت أن أقبض على العناكب... وأستعيد أعين قبيلتي!!" | كورابيكا |

| كورابيكا | إلى ليوريو: "إنَّ كرامتي لا تساوي شيئًا أمام معاناة أبناء قبيلتي." | كورابيكا |

| كورابيكا | إلى ليريو: "عقلي أدرك أن الوشم مزيف، لكن مشاعري... فقط رأيت اللون الأحمر... وبصراحة... كلما رأيت عنكبوتًا، أي عنكبوت، تنهار عقلانيتي وأتحول إلى حالة بدائية! هاها... أعتقد أن هذا مطمئن، يعني أن الغضب بداخلي لم يخفت بعد." | كورابيكا |

| كورابيكا | إلى إيزونافي: "لأن هناك أشخاصًا طلقاء يحتاجون لأن يُقيدوا إلى الجحيم." | كورابيكا |

| كورابيكا | إلى أوفوغين: "الأصوات، التلامس الجسدي، رائحة الدم... كل ذلك يجعلني أشعر بالغثيان. كيف لا تفكر أو تشعر بشيء؟!" | كورابيكا |

| كورابيكا | مشيرًا إلى غون، كيلوا، وليريو: "لقد حظيت بأصدقاء طيبين." | كورابيكا |

## الفروقات بين الأنمي والمنغا
- في نسخة الأنمي لعام 1999، يظهر كورابيكا مرتديًا قرطيه فقط في مشهد واحد، وهو اختلاف واضح عن تصويره في المانغا. [123]

- في نسخة الأنمي لعام 1999، يرى كورابيكا هلوسات لأشخاص مثل باكونودا وأفوغين. [124]

## معلومات عامة
- في الكتاب التعريفي الرسمي (Databook)، يُكتب اسمه أيضًا بصيغة "Curarpikt".

- في إحدى مجموعات بطاقات Hunter × Hunter، يُشار إلى الشخصية أيضًا باسم "Kurapica" كتهجئة بديلة. [126]

- رغم حمله لاسم "كورابيكا"، لم يُذكر له اسم عائلة صريح في أي من إصدارات العمل الرسمية. ومع ذلك، يُطلق عليه المعجبون اسم "كورابيكا كورتا" نسبةً إلى قبيلته. ويُعد كورابيكا الشخصية الرئيسية الوحيدة من بين الشخصيات الأربع التي لم يُذكر اسم عائلتها حتى الآن.

- قامت مؤدية الصوت اليابانية يوكي كايدا بأداء صوت كورابيكا في نسخة أنمي 1999، كما أدت أيضًا صوت موظفة الطابق الـ200 في برج السماء، وشخصية فومي في نفس النسخة.

- خلال تجربة كورابيكا لتحديد نوع الهالة (النين) باستخدام اختبار الماء على متن الحوت الأسود، تغيّر لون الماء وبدأت الورقة في الدوران نتيجة لهالته. [109]

## طالع أيضًا
- ليوريو
- غون فريكس
- كيلوا زولديك
- جين فريكس
- يوكي كايدا